# Confederació de Polònia i Lituània
La Confederació de Polònia i Lituània o República de les Dues Nacions, o també Corona de Polònia i Gran Ducat de Lituània,  fou una república aristocràtica federal formada per la Corona del Regne de Polònia i el Gran Ducat de Lituània establerta el 1569 en virtut de la unió de Lublin. Va deixar d'existir com a conseqüència dels tractats de partició el 1795.
La unió de Lublin va ser la culminació d’un llarg procés d’unificació d’ambdós països, que havien estat de facto en una unió personal des del 1386 amb el matrimoni de la reina polonesa Eduvigis i el gran duc de Lituània Jogaila, que va ser coronat rei iure uxoris com a Ladislau II Jagelló.
Polònia i Lituània es mantenien separades, però estaven vinculades per la persona d'un governant elegit conjuntament, un parlament comú i la política exterior. S'havien suprimit les fronteres duaneres i s'havien introduït una moneda i un sistema administratius comuns; també es va intentar unificar la legislació. La Unió de Lublin també va completar el procés d'unificació de la corona polonesa: finalment es van incorporar els ducats d'Oświęcim i Zator (1564) i es va abolir l'autonomia de la Prússia Reial (1569). Podlaskie, Volínia, Podòlia Oriental i la regió de Kíev es van unir a la Corona. La configuració de les relacions mútues no va acabar amb el Sejm de Lublin. Els processos d’unificació progressius van conduir a la difuminació de les diferències entre els països.
Va ser un dels països més grans i més poblats de l'Europa del segle xvi al xvii. Després de les guerres amb Moscòvia, va arribar a la seva màxima extensió, uns 990.000 km² i, a partir de 1618, mantenia una població multiètnica de gairebé 12 milions El polonès i el llatí eren les dues llengües oficials.
La Unió posseïa moltes característiques úniques entre els estats contemporanis. El seu sistema polític es caracteritzava per estrictes controls del poder monàrquic. Aquests controls van ser promulgats per un parlament (sejm) controlat per la noblesa (szlachta). Aquest sistema idiosincràtic fou un precursor dels conceptes moderns de democràcia,a partir de 1791 monarquia constitucional,i federació. Tot i que els dos estats components de la Mancomunitat eren formalment iguals, Polònia era el soci dominant de la unió.
La Mancomunitat de Polònia-Lituània es va caracteritzar per alts nivells de diversitat ètnica i per una relativa tolerància religiosa, garantida per la Llei de la Confederació de Varsòvia de 1573; no obstant això, el grau de llibertat religiosa va anar variant amb el pas del temps. La Constitució de 1791 reconeixia el catolicisme com la "religió dominant", a diferència de la Confederació de Varsòvia, però la llibertat de religió encara s'hi trobava garantida.
Després de diverses dècades de prosperitat,va entrar en un període de prolongada decadència política,militar i econòmica La seva creixent debilitat va conduir al seu repartiment entre els seus veïns (Àustria, Prússia i Rússia) a finals del segle xviii. Poc abans de la seva desaparició, la Mancomunitat va adoptar un esforç de reforma massiu i va promulgar la Constitució del 3 de maig, la primera constitució codificada de la història europea moderna i la segona de la història del món modern (després de la Constitució dels Estats Units).

## Nom
El nom tradicional de l'estat - "Rzeczpospolita" - és una traducció literal al polonès del terme llatí Res publica (polonès rzecz - cosa, pospolita - comuna). En la traducció del nom al català es pot optar pel mot "Mancomunitat"o "República", tot i les petites diferències de matís que existeixen entre el mot polonès "Rzeczpospolita" i el català "República".
El nom oficial de l'estat era Regne de Polònia i Gran Ducat de Lituània (polonès: Królestwo Polskie i Wielkie Księstwo Litewskie, lituà: Lenkijos Karalystė ir Lietuvos Didžioji Kunigaikštystė, llatí: Regnum Poloniae Magnusque Ducatus Lithuaniae, belarús: Каралеўства Польскае і Вялікае Княства Літоўскае, Karaleustva Polskaie i Vialikaje Kniastva Litouskaie; ucraïnès: Королівство Польське та Вели́ке князі́вство Лито́вське, Korolivstvo Polske ta Velike kniazivstvo Litovske). Fins al segle xvii, el nom llatí Regnum Poloniae Magnusque Ducatus Lithuaniae era generalment utilitzat en tractats internacionals i correspondència diplomàtica.
Des del segle xvii, l'estat també es coneixia com a Sereníssima República de Polònia (polonès: Najjaśniejsza Rzeczpospolita Polska, llatí: Serenissima Res Publica Poloniae),Mancomunitat del Regne de Polònia, polonès: Rzeczpospolita Królestwa Polskiegoo Mancomunitat de Polònia, polonès: Rzeczpospolita Polska
El tractat de Varsòvia de 1773 entre Polònia-Lituània i el Regne de Prússia diu, en francès: Traité entre Sa Majesté le Roi de Prusse et Sa Majesté le Roi et la République de Pologne, conclu à Varsovie le 18. Sept. 1773. El tractat sobre la segona partició de Polònia-Lituània de 1793 (també en francès) diu Sérénissime République de Pologne.
L'estat també era conegut com a Regne de Polònia, polonès: Królestwo Polskie o simplement Polònia, polonès: Polska. En la parla quotidiana, els habitants feien servir el terme "Rzeczpospolita". Els països d’Europa occidental solen utilitzar simplement el terme "Polònia". El terme "Mancomunitat de les Dues Nacions", polonès: Rzeczpospolita Obojga Narodów, llatí Res Publica Utriusque Nationis) es va utilitzar a la Garantia recíproca de les Dues Nacions, polonès: Zaręczenie Wzajemne Obojga Narodów. En la historiografia polonesa, sovint es fa referència a l'estat com a República Noble, polonès: Republika Szlachecka o Primera República, polonès: Pierwsza Rzeczpospolita. Aquest últim terme és relativament comú per a distingir-la de la Segona República Polonesa.

## Història

### Preludi (1370–1569)
El Regne de Polònia i el Gran Ducat de Lituània van experimentar una sèrie alterna de guerres i aliances al llarg dels segles XIII i XIV. Les relacions entre ambdós estats diferien de vegades a mesura que cadascun lluitava i competia pel domini polític, econòmic o militar de la regió. Al seu torn, Polònia s'havia mantingut com un ferm aliat del seu veí del sud, Hongria. L'últim monarca polonès de la dinastia Piast, Casimir el Gran, va morir el 5 de novembre de 1370 sense tenir un hereu legítim. En conseqüència, la corona va passar al seu nebot hongarès, Lluís d'Anjou, que governà el Regne d'Hongria en una unió personal amb Polònia. Un pas fonamental en el desenvolupament d’extensos vincles amb Lituània va ser la crisi successòria que va sorgir a la dècada del 1380. Lluís va morir el 10 de setembre de 1382 i, com el seu oncle, no va tenir un fill per a succeir-lo. Les seves dues filles, Maria i Eduvigis, defensaven el vast reialme dual.Els senyors polonesos van rebutjar Maria, després promesa amb Segimon de Luxemburg, a favor de la seva germana menor Eduvigis. La futura reina regnant estava destinada a casar-se amb el jove Guillem d'Habsburg, però certes faccions de la noblesa es mostraven aprensives en creure que l'austríac Guillem no asseguraria els interessos nacionals. En canvi, es van adreçar a Jogaila, el gran duc de Lituània. Jogaila era un pagà de tota la vida i va prometre adoptar el catolicisme en casar-se i signar la Unió de Krewo el 14 d'agost de 1385. L'acord va imposar el cristianisme a Lituània i va transformar Polònia en un diarcat, un regne governat per dos sobirans; els seus descendents i successius monarques ostentaren els títols de rei i de gran duc respectivament. La clàusula última dictava que Lituània es fusionaria a perpetuïtat (perpetuo applicare) amb el Regne polonès; tanmateix, això no entrà en vigor fins al 1569.Jogaila va ser coronat com a Ladislau II Jagelló a la catedral de Wawel el 4 de març de 1386.

### Unió de Lublin (1569)

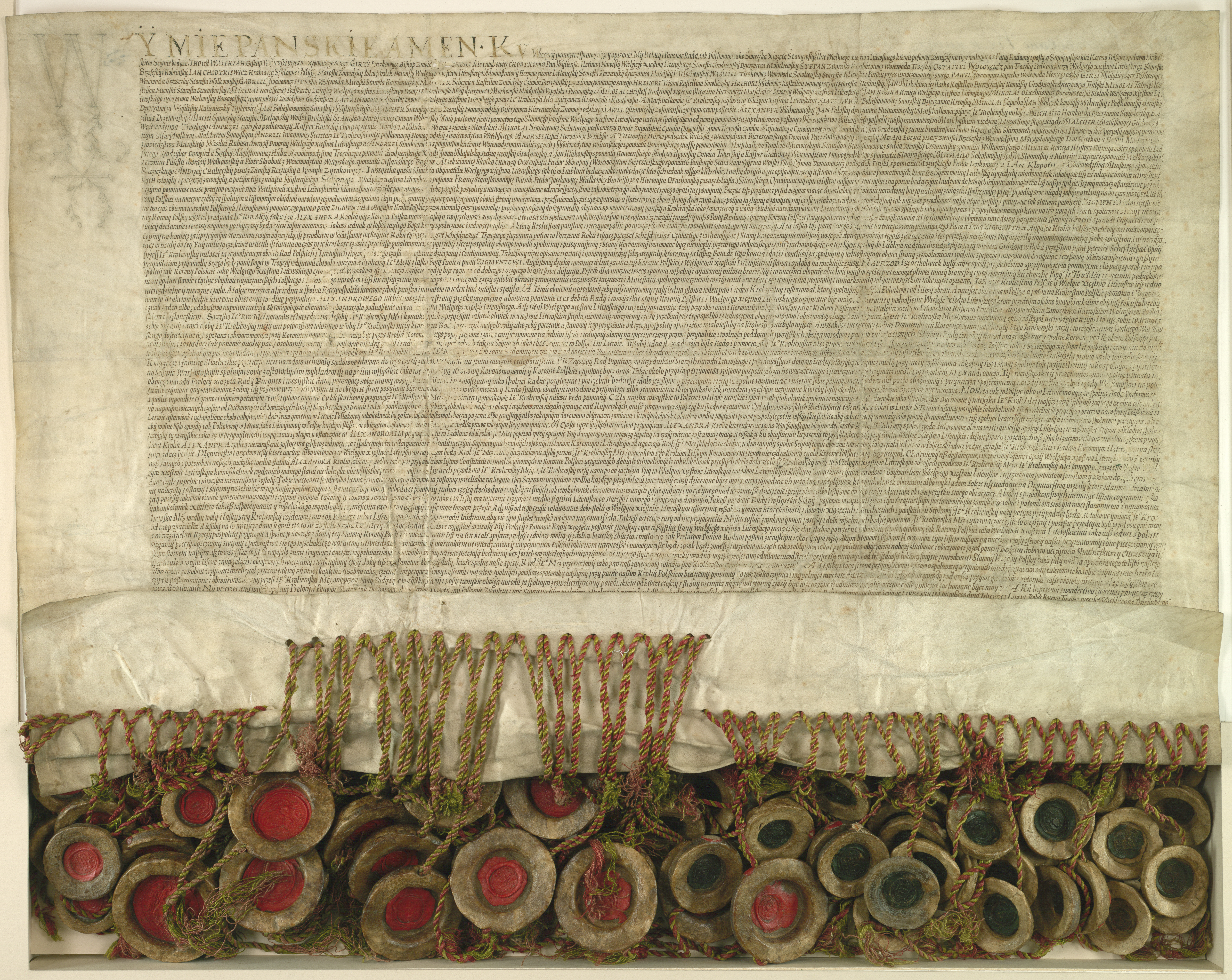
La Unió de Lublin va ajuntar el Regne de Polònia i el Gran Ducat de Lituània el 1569.

Es van prendre diversos acords menors abans de la unificació, en particular la Unió de Cracòvia i Vílnius, la Unió de Vílnius i Radom i la Unió de Grodno. La posició vulnerable de Lituània i l'augment de les tensions al seu flanc oriental van convèncer els nobles per cercar un vincle més estret amb Polònia. La idea d'una federació presentava millors oportunitats econòmiques, alhora que assegurava les fronteres de Lituània de les amenaces dels estats hostils al nord, sud i est.La noblesa menor lituana estava desitjosa de compartir els privilegis personals i les llibertats polítiques de què gaudia la szlachta polonesa, però no va acceptar les demandes poloneses per a la incorporació del Gran Ducat a Polònia com a mera província, sense sentit d'autonomia.Mikołaj Radziwiłł "el Roig" (Radvila Rudasis) i el seu cosí Mikołaj Radziwiłł "el Negre", dos destacats nobles i comandants militars de Lituània, es van oposar de viva veu a la unió.
Segimon II August, que tenia fills i estava malalt, fou un ferotge defensor d'una sola Mancomunitat unificada. Segons els historiadors, va ser la seva participació activa la que va accelerar el procés i va fer possible la unió. El 10 de gener de 1569 es va reunir un parlament (sejm) a la ciutat de Lublin, al qual van assistir enviats d'ambdues nacions. Es va acordar que la fusió es produirà el mateix any i que tots dos parlaments es fusionaran en una assemblea conjunta. A partir de llavors no es va permetre cap convocatòria parlamentària independent ni cap dieta.Els súbdits de la corona polonesa ja no tenien restriccions a l'hora de comprar terres en territori lituà i es va establir una moneda única. Tot i que els militars es mantenien separats, una política exterior unificada significava que les tropes lituanes estaven obligades a contribuir durant un conflicte que no els beneficiés.Com a resultat, diversos magnats lituans van deplorar els acords i van deixar l'assemblea en protesta.Segimon II va utilitzar la seva autoritat com a gran duc i va fer complir l'acord d'unió in contumaciam. Amb por, els nobles absents van tornar ràpidament a les negociacions. Els diputats reunits van aprovar la Unió de Lublin i els assistents van signar l'acord l'1 de juliol, amb la qual cosa es creà la Mancomunitat lituanopolonesa.
La mort de Segimon el 1572 fou seguida d'un interregne durant el qual es van fer ajustaments al sistema constitucional; aquests ajustaments van augmentar significativament el poder de la noblesa polonesa i van establir una monarquia veritablement electiva.

### Àpex i Edat d'Or (1573–1648)
L'11 de maig de 1573, Enric de Valois, fill d'Enric II de França i Caterina de Mèdici, fou proclamat rei de Polònia i gran duc de Lituània en les primeres eleccions reials fora de Varsòvia. Aproximadament 40.000 notables van votar en el que havia de ser una tradició de segles de democràcia de nobles (llibertat daurada). Enric ja es va presentar com a candidat abans de la mort de Segimon i va rebre un ampli suport de les faccions profranceses. L'elecció va ser un moviment polític dirigit a reduir l'hegemonia dels Habsburg, acabar amb les escaramusses amb els otomans, aliats dels francesos i treure profit del lucratiu comerç amb França. En ascendir al tron, Enric va signar l'acord contractual conegut com a Pacta conventa i va aprovar els articles enricians.La llei establia els principis fonamentals de governança i dret constitucional a la Mancomunitat polonesolituana.
El juny de 1574, Enric va abandonar Polònia i va adreçar el seu interès envers la reivindicació de la corona francesa, després de la mort del seu germà i predecessor, Carles IX. Posteriorment, el tron fou declarat vacant.
L'interregne va concloure el 12 de desembre de 1575 quan el primat Jakub Uchański va declarar Maximilià II, emperador del Sacre Imperi Romanogermànic, com a següent rei. La decisió va ser condemnada per la coalició anti-Habsburg, que exigia un candidat "nadiu".Com a compromís, el 13 de desembre de 1575 Anna Jagelló - germana de Segimon August i membre de la dinastia jagellònica - es va convertir en la nova monarca. Els nobles van elegir simultàniament Esteve Bathory com a co-regent, que governà iure uxoris.L'elecció de Báthory va resultar controvertida: Lituània i la Prússia Ducal inicialment es va negar a reconèixer al transsilvà com el seu governant. La rica ciutat portuària de Gdańsk (Danzig) va organitzar una revolta i, amb l'ajut de Dinamarca, va bloquejar el comerç marítim fins a la neutral Elbląg (Elbing).Báthory, incapaç de penetrar en les extenses fortificacions de la ciutat, va sucumbir a les exigències de majors privilegis i llibertats.
Tanmateix, la seva reeixida campanya de Livònia va acabar amb l'annexió de Livònia i el ducat de Curlàndia i Semigàlia (moderna Letònia i sud d'Estònia), per la pau de Iam Zapolsk amb la qual amplià la influència de la Mancomunitat als països bàltics.I el més important: Polònia va guanyar la ciutat hanseàtica de Riga al mar Bàltic.

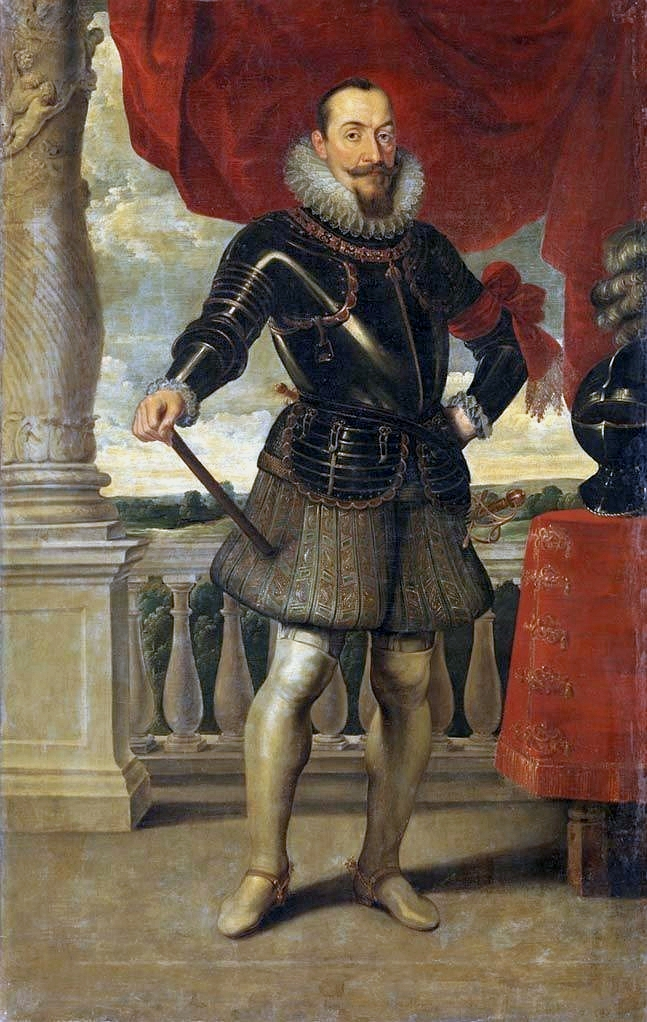
Segimon III Vasa, un dèspota catòlic que va minar el sistema electiu amb l'esperança de restaurar l'absolutisme. El seu regnat va suposar la major expansió territorial de la Mancomunitat

El 1587, Segimon III Vasa, fill de Joan III de Suècia i Caterina Jagelló, va guanyar les eleccions, però la seva reivindicació va ser obertament contestada per Maximilià III d'Àustria, que va llançar una expedició militar per desafiar el nou rei. La seva derrota el 1588 a mans de Jan Zamoyski va segellar el dret de Segimon al tron de Polònia i Suècia. El llarg regnat de Segimon va marcar la fi de l'Edat d'Or polonesa i el començament de l'Edat de Plata. Devot catòlic amb tendències despòtiques, esperava restablir l'absolutisme i va imposar el catolicisme romà durant l'apogeu de la Contrareforma. El seu odi cap als protestants a Suècia va provocar una guerra d'independència, que va posar fi a la unió polonesosueca. Com a conseqüència, va ser deposat a Suècia pel seu oncle Carles IX Vasa.A Polònia, la rebel·lió de Zebrzydowski va ser suprimida brutalment.
Segimon III va iniciar llavors una política d'expansionisme i va envair Rússia el 1609, quan aquell país patia una guerra civil coneguda com el Període Tumultuós. El juliol de 1610, la força polonesa, inferior en nombre i composta per hússars alats, va derrotar els russos en la batalla de Klúixino, cosa que va permetre als polonesos prendre i ocupar Moscou durant els dos anys següents. El malaurat Basili IV de Rússia va ser transportat en una gàbia a Varsòvia, on va retre vassallatge a Segimon; Basili va ser assassinat més tard en captivitat. Les forces de la Confederació van ser finalment expulsades el 1612. La guerra va concloure amb una treva, que va concedir a Polònia-Lituània extensos territoris a l'est i va marcar la seva major expansió territorial. Almenys cinc milions de russos van morir entre 1598 i 1613, com a resultat d'un conflicte continu, la fam i la invasió de Segimon.
La Guerra otomano-polonesa (1620-1621) va obligar Polònia a retirar-se de Moldàvia al sud-est d'Europa, però la victòria de Segimon sobre els turcs en la batalla de Khotín va disminuir la supremacia del sultanat i finalment va provocar l'assassinat d'Osman II. Això va assegurar la frontera turca durant la durada del govern de Segimon. Malgrat les victòries de la guerra poloneso-sueca (1626-1629), l'esgotat exèrcit de la Mancomunitat va signar el tractat d'Altmark, que cedia gran part de Livònia a Suècia sota Gustau Adolf. Al mateix temps, el poderós parlament del país estava dominat per nobles (Pic. 2) que eren reticents a participar en la Guerra dels Trenta Anys; aquesta neutralitat va salvar el país dels estralls d’un conflicte politicoreligiós que va devastar la major part de l’Europa contemporània.
Durant aquest període, Polònia va experimentar un despertar cultural i amplis desenvolupaments en arts i arquitectura; el primer rei Vasa va patrocinar obertament pintors, artesans, músics i enginyers estrangers, que es van establir a la Mancomunitat a petició seva.
El fill gran de Segimon, Ladislau, el va succeir com a Ladislau IV el 1632 sense cap oposició important. Tàctic expert, va invertir en artilleria, va modernitzar l'exèrcit i va defensar les fronteres orientals de la Mancomunitat, i signant el Tractat de Polyanovka. Mitjançant el tractat de Stuhmsdorf, va recuperar regions de Livònia i els països bàltics que s'havien perdut durant les guerres polonesosueques. A diferència del seu pare que venerava els Habsburg, Ladislau va buscar vincles més estrets amb França i es va casar amb Maria Lluïsa de Gonzaga, filla de Carles I Gonzaga, duc de Màntua, el 1646.

### Diluvi, rebel·lions i Viena (1648–1696)

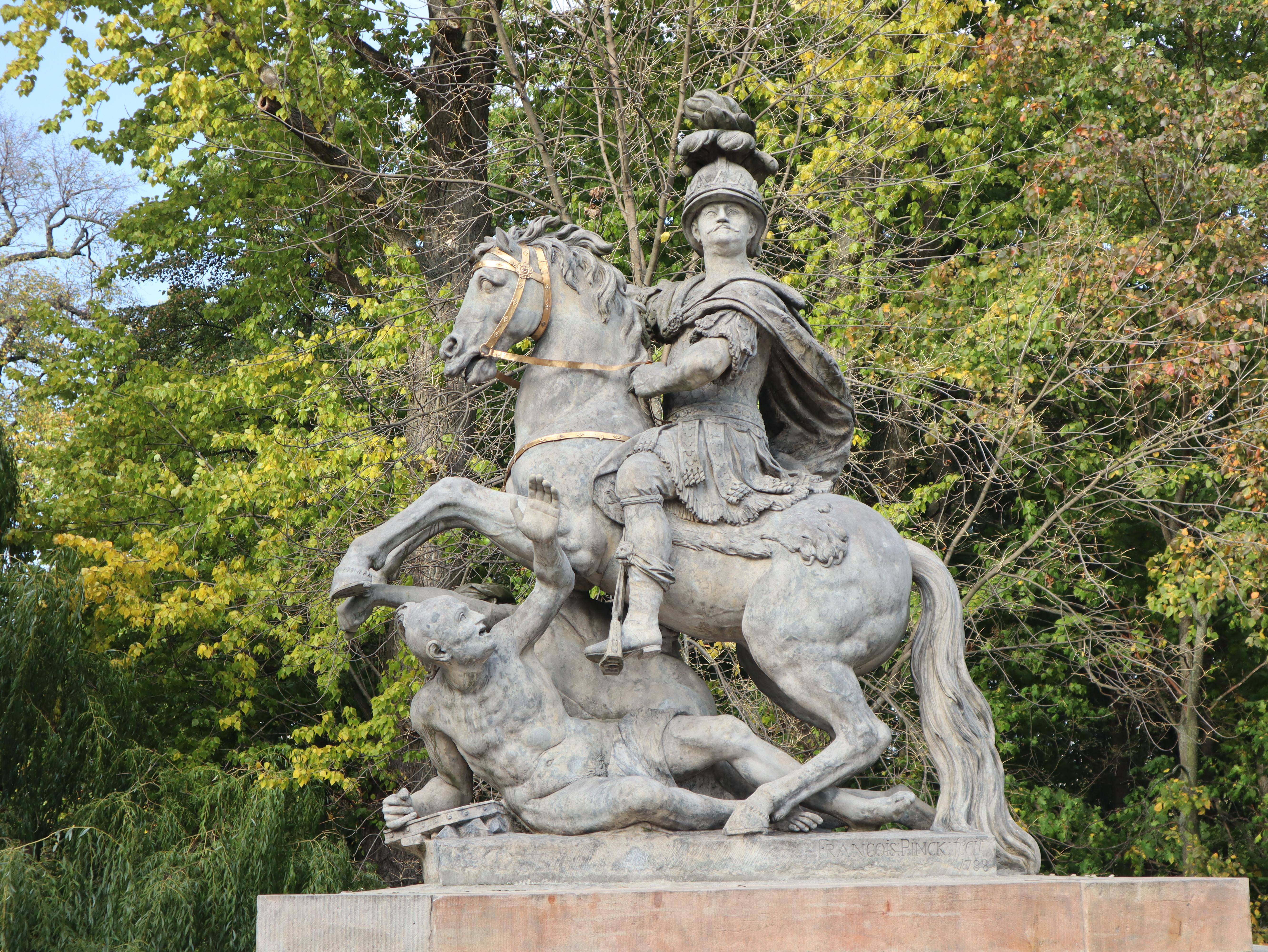
Joan III Sobieski, vencedor dels turcs a Viena el 1683. El monument del fou encarregat pel rei Estanislau August Poniatowski

El poder i l'estabilitat de la Mancomunitat van començar a minvar després d'una sèrie de cops durant les dècades següents. El germà de Ladislau, Joan II Casimir, va demostrar ser feble i impotent. La multicultural i megadiversa federació ja patia problemes domèstics. A mesura que es va enfortir la persecució de les minories religioses i ètniques, diversos grups van començar a rebel·lar-se.
Els cosacs ucraïnesos autogovernats a les zones frontereres del sud-est de la Mancomunitat es va revoltar contra l'opressió polonesa i catòlica envers la Ucraïna ortodoxa el 1648, en el que es va conèixer com a rebel·lió de Khmelnitski. Va resultar en una sol·licitud ucraïnesa, segons els termes del tractat de Pereiàslav, de protecció per part del tsar rus. El 1651, davant una creixent amenaça de Polònia, i abandonat pels seus aliats tàtars, Khmelnitski va demanar al tsar que incorporés Ucraïna com a ducat autònom sota protecció russa. L'annexió russa de la Zaporígia ucraïnesa va suplantar gradualment la influència polonesa en aquesta part d'Europa. En els anys següents, colons polonesos, nobles, catòlics i jueus es van convertir en víctimes de massacres de represàlia instigades pels cosacs als seus dominis. L'altre cop per a la Mancomunitat va ser una invasió sueca el 1655, coneguda com el Diluvi, que va rebre el suport de les tropes del duc de Transsilvània Jordi Rákóczi II i Frederic Guillem de Brandenburg. Sota es clàusules del tractat de Bromberg el 1657, la catòlica Polònia es va veure obligada a renunciar a la sobirania sobre la protestant Prússia; el 1701, l'antany insignificant ducat es va transformar en el Regne de Prússia, que esdevindria una gran potència europea al segle xviii i resultaria l'enemic més durador de Polònia.
Després d'haver capturat i devastat Podíl·lia prenent la fortalesa de Kàmianets-Podilski en 1672 i aconseguint la màxima extensió de l'imperi, el govern otomà es va esforçar per estendre el seu domini a tota el Marge dret d'Ucraïna amb el suport del seu vassall l'Hetman Petro Doroxenko, però la política proturca d'aquest últim va causar descontentament entre molts cosacs ucraïnesos, que elegirien Ivan Samoilovich (Hetman del Marge esquerre d'Ucraïna) com a únic Hetman de tota Ucraïna el 1674. Doroxenko va continuar mantenir Chyhyryn i va utilitzar el suport de l'exèrcit turco-tatar Fins que les forces russes i ucraïneses sota el comandament de Samoilovich i Grigory Romodanovsky van assetjar Chyhyryn i van obligar Doroshenko a rendir-se el 1676. Deixant una guarnició a Chyhyryn, els exèrcits russos i ucraïnesos es van retirar a la riba esquerra del Dnièper. La guerra va acabar el 1676 amb el tractat de Bakhchisarai.
A la fi del segle xvii, el rei de la debilitada Confederació, Joan III Sobieski, es va aliar en la Santa Lliga amb l'emperador del Sacre Imperi, Leopold I, per fer front a derrotes contundents davant l'Imperi Otomà. El 1683, la batalla de Viena va suposar el punt decisiu final en la lluita de 250 anys entre les forces de l’Europa cristiana i els otomans islàmics. Per la seva oposició de segles als avenços musulmans, la Mancomunitat guanyaria el nom d'Antemurale Christianitatis (baluard del cristianisme).
En 1684 la Confederació de Polònia i Lituània va entrar en la guerra recuperant Podíl·lia tret de la fortalesa de Kàmianets, que quedaria assetjada en 1684 i 1687 i va emprendre una ofensiva força infructuosa a Moldàvia el 1686. Els tàtars otomans atacaren les terres frontereres. Els turcs romandrien permanentment al sud del riu Danubi, i ja mai més no pogueren amenaçar l'Europa central.

### Turbulències polítiques i Il·lustració (1697–1771)

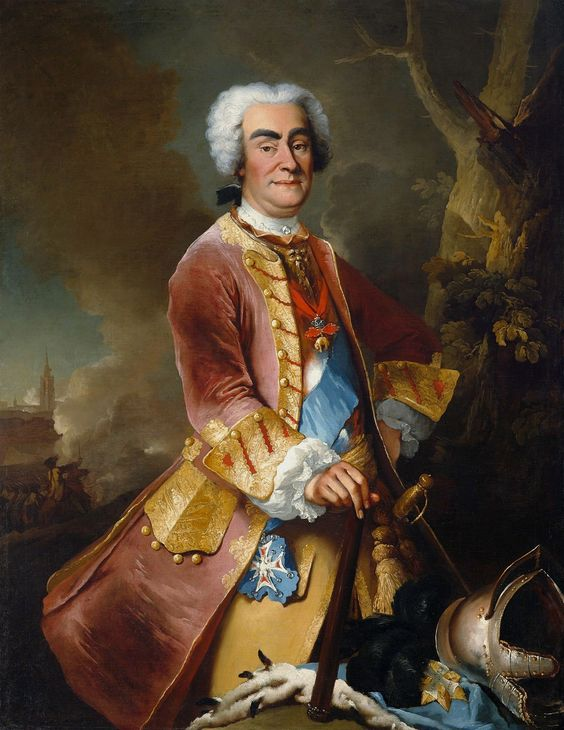
August II el Fort, rei de Polònia i elector de Saxònia, amb l'Orde de l'Àliga Blanca que va establir el 1705.

La mort de Joan Sobieski el 1696 va acabar amb el període de sobirania nacional i la relativa autoritat de Polònia sobre la regió va disminuir ràpidament. Al segle xviii, la desestabilització del seu sistema polític va portar la Mancomunitat al límit de la guerra civil i l’Estat es va tornar cada vegada més susceptible a la influència estrangera. La resta de potències europees van intervenir perpètuament en els assumptes del país.Després de la mort d'un rei, diverses cases reials s'introduïen activament amb l'esperança d'aconseguir vots per als candidats desitjats. La pràctica era comuna i a plena vista, i la selecció sovint era el resultat de forts suborns dirigits a nobles corruptes. Lluís XIV de França va intervenir de manera important a favor de Francesc Lluís, príncep de Conti, en oposició a Jaume Lluís Sobieski, Maximilià de Baviera i Frederic August de Saxònia. La conversió d'aquest últim del luteranisme al catolicisme va impressionar els magnats conservadors i el papa Innocenci XII, que al seu torn van expressar el seu suport. La Rússia imperial i l'Àustria dels Habsburg també van contribuir finançant Frederic, l'elecció del qual va tenir lloc el juny de 1697. Molts van qüestionar la legalitat de la seva elevació al tron; s'especulà que el príncep de Conti havia rebut més vots i que era l'hereu legítim. Frederic es va afanyar amb els seus exèrcits a Polònia per sufocar qualsevol oposició. Va ser coronat com a August II al setembre i el breu compromís militar de Conti a prop de Gdańsk el novembre del mateix any va resultar infructuós.
La casa de Wettin governà Polònia-Lituània i Saxònia simultàniament, i dividí el poder entre ambdós estats. Malgrat els seus polèmics mitjans per assolir el poder, August II es va dedicar generosament a les arts i va deixar un extens llegat cultural i arquitectònic (barroc) a ambdós països. A Polònia, va ampliar Wilanów i va facilitar la reforma del castell reial de Varsòvia en una residència de palau moderna.Innombrables monuments i lloc d'interès de la ciutat porten un nom que fa referència als reis saxons, en particular el Jardí Saxó, l'Eix Saxó i l'antic Palau Saxó.
El període va incloure el desenvolupament de la planificació urbana, la construcció de carrers, hospitals, escoles (Collegium Nobilium), parcs públics i biblioteques (Biblioteca Załuski). Es van obrir les primeres fàbriques que produïen a gran escala per satisfer les demandes de la noblesa com a consumidors.
En ple període de la Gran Guerra del Nord, es va formar una coalició (Confederació de Varsòvia) contra August II per part de Estanislau Leszczyński i altres magnats patrocinats per Suècia. La Mancomunitat polonesolituana era formalment neutral en aquell moment, ja que August va entrar a la guerra com a elector de Saxònia. Ignorant les propostes de negociació poloneses avalades pel parlament suec, Carles va envair la Confederació i va vèncer les forces saxopoloneses en la batalla de Klissow el 1702 i en la batalla de Pułtusk el 1703. Carles va aconseguir llavors destronar August i coaccionar el Sejm (parlament) per substituir-lo per Estanislau el 1704.August va recuperar el tron el 1709, però la seva pròpia mort el 1733 va provocar la Guerra de Successió Polonesa en què Estanislau va intentar una vegada més apoderar-se de la corona, aquesta vegada amb el suport de França. El Sejm de la pacificació (1736) va confirmar l'ascens al tron d'August III, que succeí el seu pare.
La relativa pau i inactivitat que vingueren després només van debilitar la reputació de Polònia a l'escena mundial. Aleksander Brückner va assenyalar que els costums i tradicions poloneses van ser abandonats a favor de tot allò estranger, i els estats veïns van continuar explotant Polònia al seu favor. A més, la creixent explotació de recursos d'Europa occidental a les Amèriques féu que les exportacions de la Confederació fossin menys crucials, cosa que va provocar pèrdues financeres.August III va passar poc temps a la Mancomunitat, i preferí la ciutat saxona de Dresden. Va nomenar Heinrich von Brühl com a virrei i ministre d’afers polonesos que al seu torn va deixar la política a les mans de famílies de magnats polonesos, com els Czartoryski i els Radziwiłł.Fou també durant aquest període que la Il·lustració polonesa va començar a brollar.

### Particions (1772–1795)

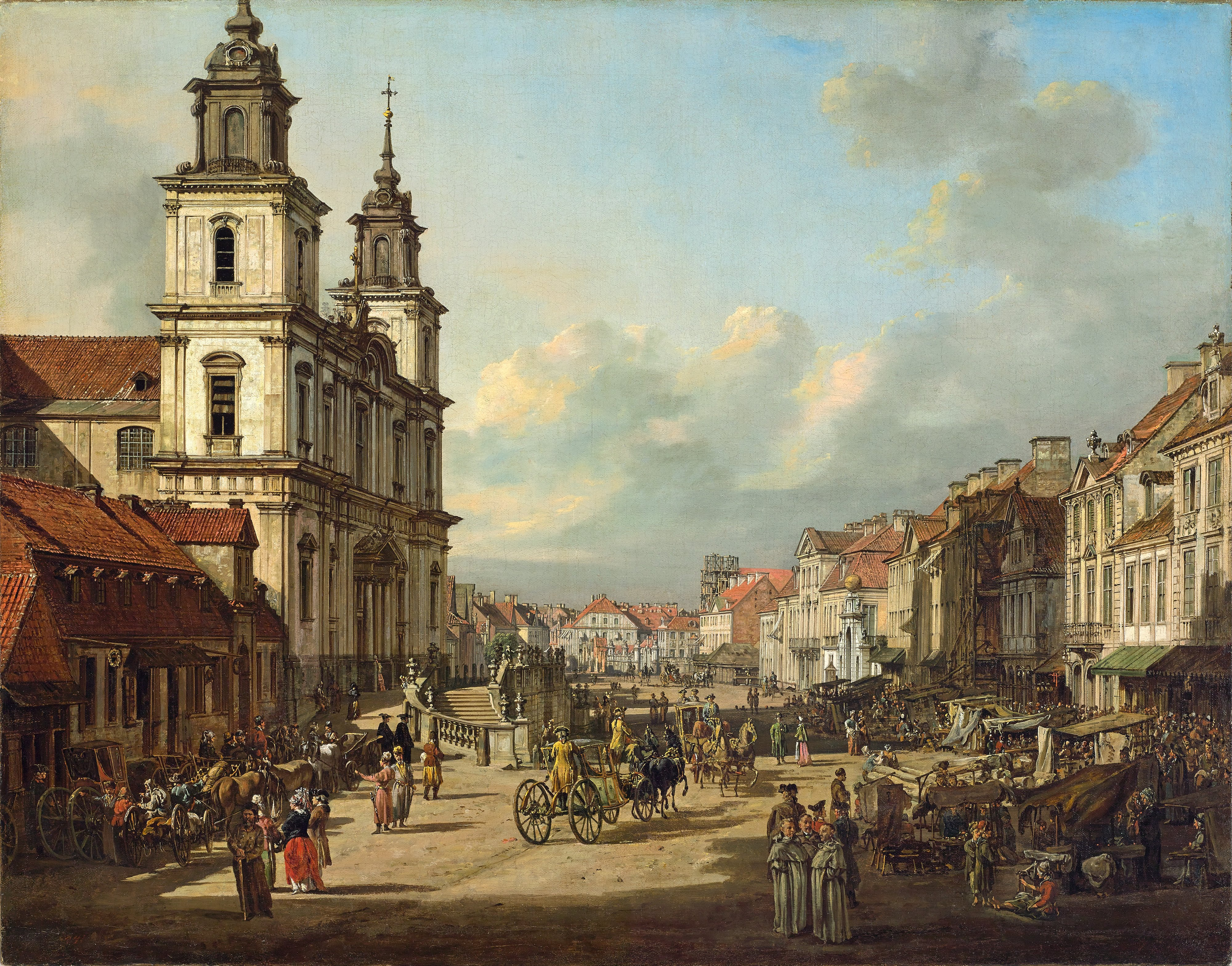
Varsòvia a prop del final de l'existència de la Mancomunitat. Pintura de Bernardo Bellotto, 1778

El 1764, l'aristòcrata Stanisław August Poniatowski (Estanislau II August) va ser elegit monarca amb la connivència i el suport de la seva antiga amant Caterina la Gran, una noble alemanya que es va convertir en emperadriu de Rússia.
L'intent de reforma de Poniatowski es va trobar amb una forta resistència tant interna com externa. Qualsevol objectiu d’estabilitzar la Mancomunitat era perillós per als seus ambiciosos i agressius veïns . Igual que els seus predecessors, va patrocinar artistes i arquitectes. El 1765 va fundar el Cos de Cadets de Varsòvia, la primera escola pública de Polònia. El 1773 el rei i el parlament van formar la Comissió d'Educació Nacional, el primer ministeri d'educació de la història europea. El 1792, el rei va ordenar la creació de l'Orde Virtuti Militari, una de les condecoracions militars més antigues encara en ús. Estanislau August també admirava la cultura dels regnes antics, particularment Roma i Grècia; El neoclassicisme es va transformar en la forma dominant d’expressió arquitectònica i cultural.
Políticament, però, la vasta Mancomunitat estava en declivi constant i el 1768 va començar a ser considerada pels russos com el protectorat de l'Imperi Rus, malgrat que encara era un estat independent. Tenir la major part del control sobre Polònia era fonamental per a les estratègies diplomàtiques i militars de Caterina. Els intents de reforma, com la Constitució de maig del Gran Sejm, van arribar massa tard. El país fou dividit en tres annexions successives, de les quals se'n beneficiaren l'Imperi Rus, el Regne alemany de Prússia i la monarquia austriacista dels Habsburg. El 1795, la Mancomunitat polonesolituana havia estat completament esborrada del mapa d'Europa. Polònia i Lituània no es van restablir com a països independents fins al 1918.
| Partició | Data                 | Participants        | Territori |                                             |
| I        | 5 d'agost de 1772    | Arxiducat d'Àustria | Part d'Ucraïna Occidental i sud de Polònia                                                                                 |                                             |
| I        | 5 d'agost de 1772    | Regne de Prússia    | Nord-oest de Polònia |                                             |
| I        | 5 d'agost de 1772    | Imperi Rus          | Rússia blanca oriental, part dels estats bàltics (Livònia)                                                                 |                                             |
| II       | 23 de gener de 1793  | Regne de Prússia    | Gdańsk, Toruń i Poznań, amb terres del nord de Polònia                                                                     |                                             |
| II       | 23 de gener de 1793  | Imperi Rus          | La part central de la Rússia blanca, amb les ciutats de Minsk, Niasvij, Slutsk, Pinsk i part del marge dret d'Ucraïna      |                                             |
| III      | 24 d'octubre de 1795 | Arxiducat d'Àustria | La Petita Polònia, amb Cracòvia i Lublin, part sud de Podlàquia i part occidental del voivodat de Brest                    |                                             |
| III      | 24 d'octubre de 1795 | Regne de Prússia    | La major part del voivodat de Masòvia juntament amb Varsòvia, parts del Podlàquia, voivodats de Grodno, Trokai i Samogítia |                                             |
| III      | 24 d'octubre de 1795 | Imperi Rus          | Belarús occidental, part de Lituània, el Ducat de Curlàndia i Semigàlia, Volínia occidental i part de la terra de Chełm    | Mapa de les particions de la Rzeczpospolita |

### Llegat
El Ducat de Varsòvia, establert el 1807 per Napoleó Bonaparte, remunta els seus orígens a la Mancomunitat. Altres moviments de renaixement van aparèixer durant la Revolta de novembre (1830–31), la Revolta de gener (1863–64) i a la dècada de 1920, amb l'intent fallit de Józef Piłsudski de crear una federació (Międzymorze) dirigida per Polònia que, en la seva major en extensió, s'estendria des de Finlàndia al nord fins als Balcans al sud. La contemporània República de Polònia es considera successora de la Mancomunitat,
]mentre que la República de Lituània, restablerta al final de la Primera Guerra Mundial, s'ha distanciat de la memòria històrica d'aquell estat per considerar que va ser per als lituans més una etapa d'imposició que no pas de col·laboració igualitàriatot i que aquesta actitud ha estat canviant en els darrers anys.

## Organització estatal i política

### Llibertat daurada

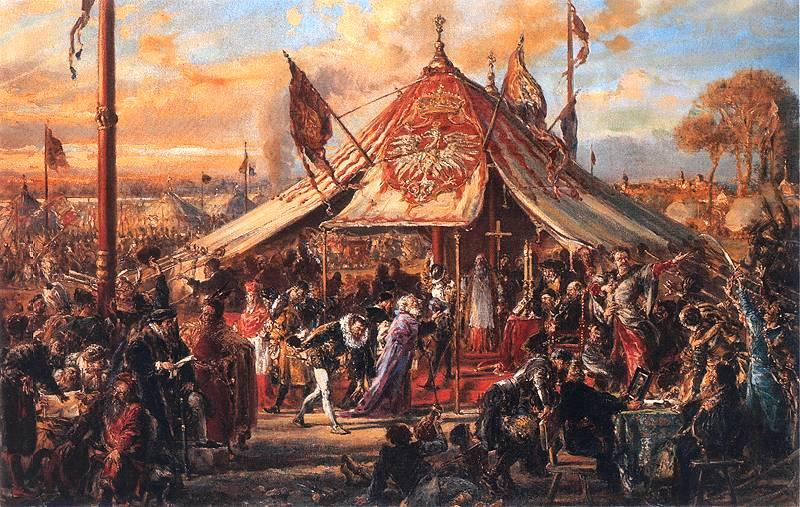
Jan Matejko: La República al zenit del seu poder. Eleccions reials de 1573

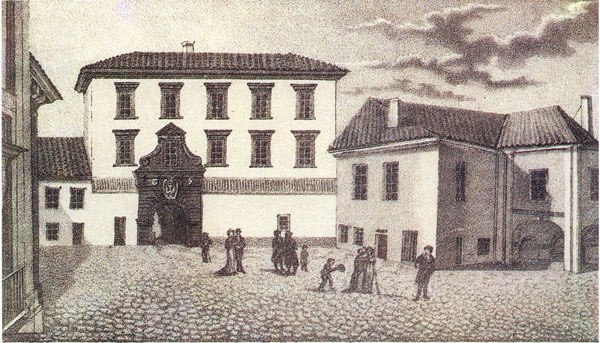
Palau del Tribunal de Lituània a l'actual carrer Pilies, Vílnius, que era exclusivament el màxim tribunal d'apel·lació de la noblesa lituana al Gran Ducat de Lituània.

La doctrina política de la Mancomunitat era que el nostre estat és una república sota la presidència del rei. El canceller Jan Zamoyski va resumir aquesta doctrina quan va dir que Rex regnat et non-gubernat ("El rei regna però [lit. 'i'] no governa"). La Mancomunitat tenia un parlament, el Sejm, així com un Senat i un rei electe (Pic. 1). A cada monarca nou elegit se li exigia que signés els articles del rei Enric. Aquest document definia els principis inviolables del sistema estatal i garantia la tolerància religiosa. Amb el pas del temps, els articles del rei Enric es van combinar amb els pacta conventa: les obligacions personals del rei electe.A partir d'aquest moment, el rei va ser efectivament un soci de la classe noble i era supervisat constantment per un grup de senadors. El Sejm podia vetar el rei sobre assumptes importants, inclosa la legislació (l'adopció de noves lleis), els afers exteriors, la declaració de guerra i els impostos (canvis dels impostos existents o la recaptació de nous).
Els principis i elements bàsics del sistema polític polonès es van anomenar "llibertat daurada" (llatí: Aurea Libertas o polonès: Złota Wolność, terme utilitzat des de 1573), i incloïen:
- inviolabilitat personal (Neminem captivabimus nisi iure victum)
- elecció del rei per part de tots els nobles que hi volguessin participar, coneguda com a wolna elekcja (elecció lliure);
- sejm,
- pacta conventa,
- llibertat de professió de religió (Confederació de Varsòvia (1573))
- rokosz (rebel·lió) : dret de la noblesa a rebel·lar-se contra el rei en cas que incompleixi la llei o infringeixi els privilegis que li són garantits
- liberum veto (polonès: wolne nie pozwalam) – dret de cada diputat a oposar-se a la decisió de la majoria del Sejm. Permetia invalidar totes les decisions preses durant una sessió determinada;
- confederació (polonès: konfederacja): dret a formar associacions ad hoc per a assolir determinats objectius polítics.[132]

La llibertat daurada va crear un sistema inusual a Europa en aquella època. Mentre que en altres països hi va haver una centralització del poder, la monarquia absoluta i la guerra religiosa i dinàstica, la Mancomunitat va experimentar amb la descentralització,la confederació i federació, la democràcia i la tolerància religiosa.

### Oligarquia dels magnats

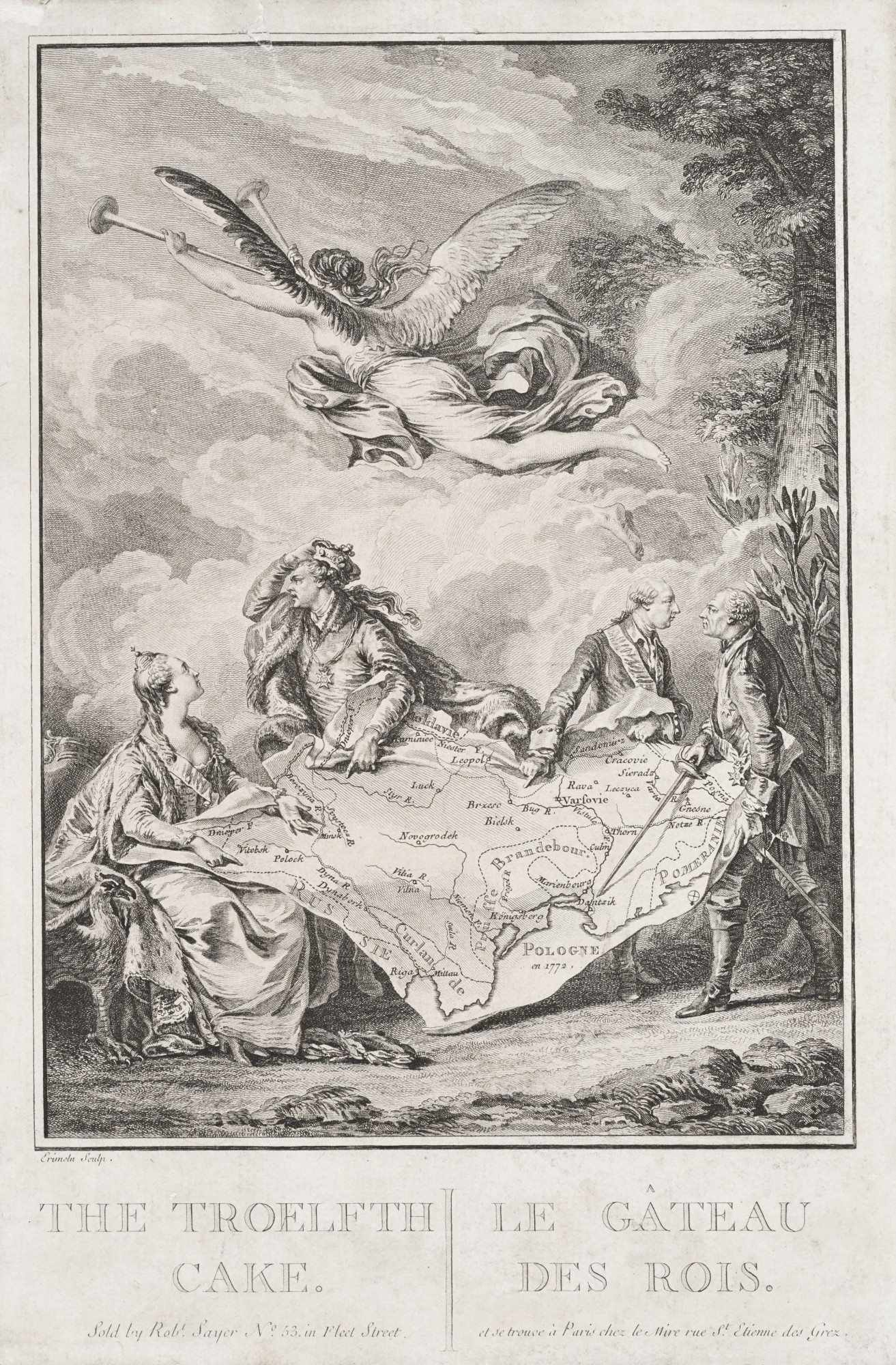
El pastís dels reis, una al·legoria de la primera partició de Polònia. Dibuix contemporani de Jean-Michel Moreau el Jove.

El final de la dinastia jagellònica el 1572, després de gairebé dos segles, va alterar el fràgil equilibri del govern de la Mancomunitat. El poder va escapar cada vegada més del govern central envers la noblesa.
Quan se li presentaven oportunitats periòdiques per omplir el tron, la szlachta mostrava una preferència pels candidats estrangers que no establirien una dinastia forta i duradora. A més, a part de notables excepcions, com ara Esteve Bathory de Transsilvània (1576-86), els reis d'origen estranger s'inclinaven a subordinar els interessos de la Mancomunitat als del seu propi país d'origen i la seva casa governant. Això fou especialment visible en les polítiques i accions dels dos primers reis elegits de la dinastia sueca dels Vasa, la política de la qual va fer que la Mancomunitat entrés en conflicte amb Suècia, fet que va culminar amb la guerra coneguda com el Diluvi (1655), un dels esdeveniments que van marcar el final de l'Edat d'Or de la Mancomunitat i l'inici del seu declivi.
La rebel·lió de Zebrzydowski (1606-1607) va suposar un augment substancial del poder dels magnats polonesos i la transformació de la democràcia szlachta en oligarquia dels magnats. El sistema polític de la Mancomunitat era vulnerable a la interferència externa, ja que els diputats del Sejm eren subornats per les potències estrangeres perquè utilitzessin el seu liberum veto per a blocar qualsevol intent de reforma.

### Darreres reformes

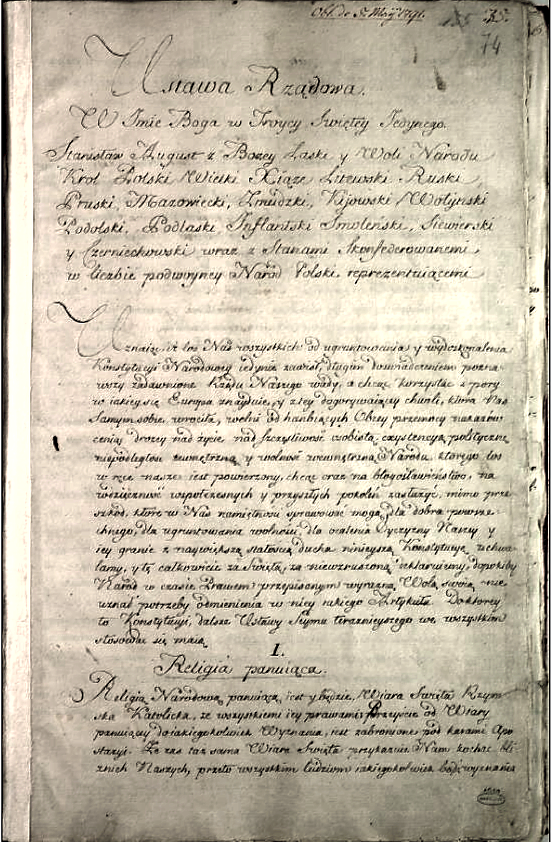
La Constitució del 3 de maig adoptada el 1791 va ser la primera constitució moderna d’Europa.

La Mancomunitat finalment va fer un greu esforç per reformar el seu sistema polític en adoptar, el 1791, la Constitució del 3 maig, que l'historiador Norman Davies qualificà com la primera d'aquestes característiques a Europa. La revolucionària constitució va reformular l'antiga Mancomunitat polonesolituana com un estat federal polonesolituà, amb una monarquia hereditària, i va abolir moltes de les característiques perjudicials de l'antic sistema.
En particular, la nova constitució:
- abolia el liberum veto i prohibia les confederacions de la szlachta;;
- preveia la separació de poders entre les branques legislativa, executiva i judicial del govern;;
- establia la "sobirania popular" i estenia els drets polítics per incloure no només la noblesa sinó també la burgesia;
- augmentava els drets de la pagesia;
- preservava la tolerància religiosa (però amb una condemna de l'apostasia de la fe catòlica).

Tot i així, aquestes reformes van arribar massa tard, ja que la Mancomunitat fou immediatament envaïda per totes bandes per part dels seus veïns, que s'havien conformat amb deixar la Confederació sola, com un feble estat coixí, però va reaccionar fermament als intents del rei Estanislau August i d'altres. Rússia temia les implicacions revolucionàries de les reformes polítiques de la Constitució del 3 de maig i la possibilitat que la Mancomunitat recuperés la seva posició com a potència europea. Caterina la Gran considerava la constitució de maig com a fatal per a la seva influència i va declarar la constitució polonesa jacobina. Grigori Potiomkin va redactar la llei per a la Confederació de Targowica, i es va referir a la constitució com el "contagi de les idees democràtiques. Mentrestant, Prússia i Àustria la van utilitzar com a pretext per a una nova expansió territorial. El ministre prussià Ewald Friedrich von Hertzberg va qualificar la constitució com "un cop per a la monarquia prussiana"i temia que una Polònia enfortida tornés a dominar Prússia.Al final, la Constitució del 3 de maig mai no es va aplicar completament i la Mancomunitat va deixar d’existir completament només quatre anys després de la seva adopció.

## Geografia

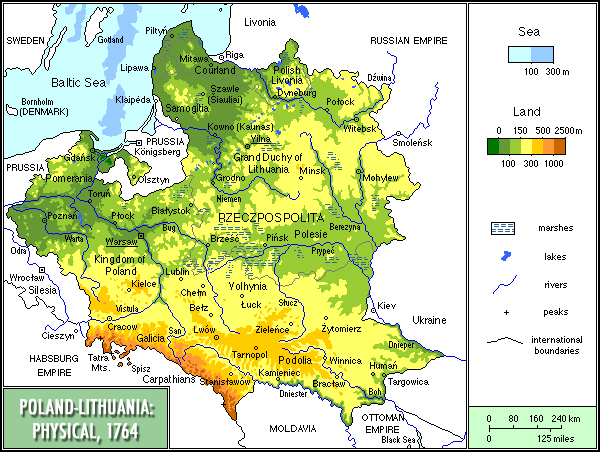
Mapa topogràfic de la Mancomunitat el 1764

La primera guia completa del país va ser publicada en llatí pel bisbe i cartògraf polonès Martin Kromer al segle xvi, amb el títol de Polonia sive de situ, populis, moribus, magistratibus et Republica regni Polonici libri duo.
Les obres de Kromer i altres mapes contemporanis, com els de Gerardus Mercator, mostren la Mancomunitat com a planes. La part sud-est de la Confederació, la Kresy, era famosa per les seves estepes. Hi havia fronteres naturals al sud i al nord: els Carpats i el mar Bàltic. Igual que amb la majoria de països europeus de l'època, la Mancomunitat era un país agrícola, densament cobert de boscos, especialment a l'est. Avui en dia, el que queda del bosc de Białowieża constitueix l'últim bosc primari en gran part intacte d'Europa.

### Divisions administratives

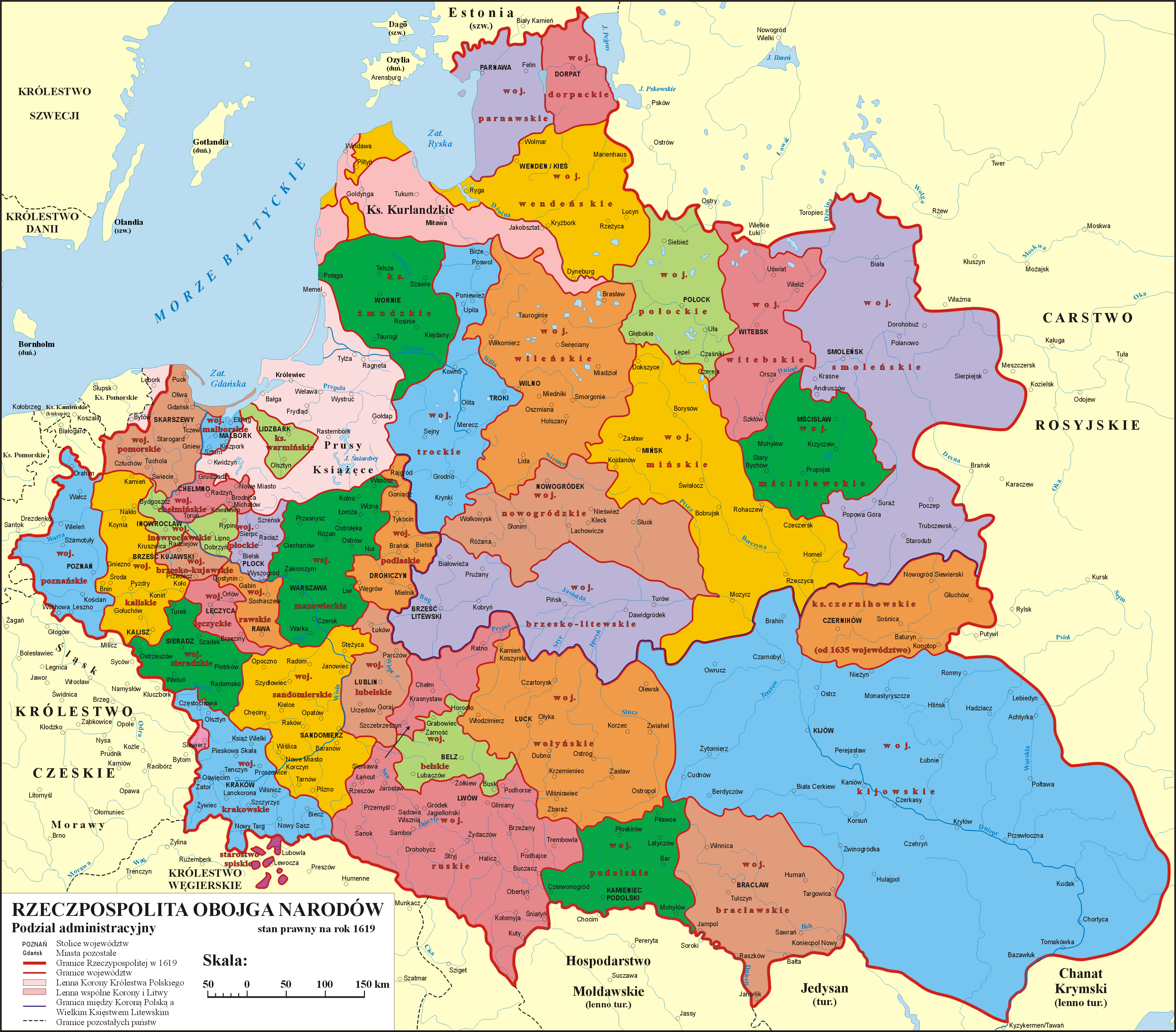
Divisió administrativa de la República de les Dues Nacions; estatus jurídic a partir de 1619

Les terres de l'antiga Mancomunitat polonesolituana formen part actualment de diversos països d'Europa central, inclosos Polònia, Lituània, Letònia, Ucraïna, Belarús, Rússia, Moldàvia (Transnístria) i Estònia,També algunes petites ciutats de l'Alta Hongria (avui majoritàriament Eslovàquia), van passar a formar part de Polònia en virtut del tractat de Lubowla.
Tot i que el terme "Polònia" s'ha utilitzat i s'utilitza sovint per referir-se a tot el país, en realitat constava de dues parts principals:
- La Corona del Regne de Polònia, (Polonia proper) abreujada com a "Corona",
- El Gran Ducat de Lituània, abreujat com a "Lituània".

La Mancomunitat es dividia en unitats administratives més petites conegudes com a voivodats (polonès: województwa, singular województwo). Cada voivodat estava governat per un voivoda (polonès: wojewoda, governador). Els voivodats es dividien a més en starostwa, i cada starostwo estava governat per una starosta. Les ciutats estaven governades per castellans, polonès: Kasztelan. Hi havia freqüents excepcions a aquestes regles, principalment relacionades amb el funcionament de subunitats com ara la ziemia o el principat (polonès: Księstwo).

### Capital
La capital oficial de la Mancomunitat era Cracòvia. El 1596, el castell de Wawel va patir un incendi, de manera que el rei Segimon III va traslladar temporalment la seva residència a Varsòvia. Des de llavors, Varsòvia es va convertir en la capital de facto,tot i que la funció de ciutat capital no estava registrada en cap document, i els reis i grans ducs polonesos de Lituània van continuar sent coronats a Cracòvia. Varsòvia va ser proclamada capital oficial només després de l'adopció de la Constitució de maig de 1791.

### Regions geogràfiques de la Mancomunitat polonesolituana
Històricament, la Mancomunitat polonesolituana incloïa, entre d'altres, els següents territoris::
- Petita Polònia (polonès: Małopolska), la província sud de la Corona amb capital a Cracòvia;
- Gran Polònia (polonès: Wielkopolska), la província centre-occidental de la Corona amb el seu centre principal a Poznań;
- Masòvia (polonès: Mazowsze), la part central de la Corona amb capital a Varsòvia. Des del segle xvi va ser inclosa a la província de la Gran Polònia;
- Lituània pròpia (lituà: Didžioji Lietuva, en llatí Lithuania propria), al nord-oest del Gran Ducat, la seva part més catòlica i ètnicament lituana, amb capital a Vílnius;
- Ducat de Samogítia (lituà: Žemaitija; polonès: Żmudź), la part més occidental i autònoma del Gran Ducat de Lituània, també la part occidental de Lituània pròpia, amb capital a Raseiniai;
- Prússia Reial (polonès: Prusy Królewskie), a la riba sud del mar Bàltic, era una zona autònoma des de la segona pau de Toruń, incorporada a la Corona el 1569 amb la formació de la Confederació;
  - Pomerèlia (polonès: Pomorze Gdańskie), Pomerània al voltant de Gdańsk (Danzig), part occidental de la Prússia Reial;
- Rutènia (polonès: Ruś), la part oriental de la Mancomunitat, contigua a Rússia;
- Ducat de Livònia (polonès: Inflanty), un domini conjunt de la Corona i el Gran Ducat de Lituània. Parts perdudes contra Suècia als anys 1620 i 1660;
- Ducat de Curlàndia i Semigàlia (lituà: Kuršas ir Žiemgala; polonès: Kurlandii i Semigalii), un feu del nord de la Mancomunitat. Va establir una colònia a Tobago el 1637 i a l'illa de Sant Andreu al riu Gàmbia el 1651 (vegeu Imperi colonial de Curlàndia);
- Silèsia (polonès: Śląsk) no estava dins de la Mancomunitat, però petites parts pertanyeren a diversos reis de la Mancomunitat; en particular, els reis Vasa van ser ducs d'Opole (Oppeln) i Racibórz (Ratibor) del 1645 al 1666.[149]

L’àmbit territorial de la Mancomunitat va canviar sovint, principalment a l'est. Després de la treva de Iam Zapolsk (1582), el país tenia aproximadament 867.000 km² (815.000 sense Livònia) i una població de 7,5 milions.Després de la treva de Deulino, la Mancomunitat va augmentar el seu territori fins als 990.000 km². La població de la República en aquest període era de 10-11 milions.

### Estats veïns de la Mancomunitat
- Densitat de població de la Mancomunitat polonesolituana segons el cens de 1790
- Major extensió territorial de la Mancomunitat polonesolituana durant anys 1619-1622, després de la treva de Deulino, en el context de les fronteres dels països moderns. 
Llegenda:   Korona Królestwa Polskiego   Prusy Książęce – lenno Królestwa Polskiego   Gran Ducat de Lituània   Livònia – posiadłość Korony i Litwy   Curlàndia – lenno Rzeczypospolitej
- Mapa de la Rzeczpospolita durant el Diluvi suec i el Diluvi rus
- Finques de les famílies dels magnats polonesos als segles xvi i xvii

| País                                                                                       | Any del començament del veïnatge | Raó                                                                                        | Any del final del veïnatge | Raó |
| ------------------------------------------------------------------------------------------ | -------------------------------- | ------------------------------------------------------------------------------------------ | -------------------------- | --- |
| Regne de Bohèmia (unió personal dins de la monarquia dels Habsburg)                        | 1569                             | Unió de Lublin                                                                             | 1620                       | Batalla de la Muntanya Blanca i incorporació a la monarquia austríaca                                    |
| Ducat de Silèsia                                                                           | 1569                             | Unió de Lublin                                                                             | 1675                       | Extinció dels Piastes de Silèsia i incorporació del darrer dels seus principats a la monarquia austríaca |
| Marcgraviat de Brandenburg                                                                 | 1569                             | Unió de Lublin                                                                             | 1701                       | Unificació del país des de Brandenburg- -Prússia fins al Regne de Prússia                                |
| Ducat de Pomerània                                                                         | 1569                             | Unió de Lublin                                                                             | 1648                       | Pau de Westfàlia: partició entre Suècia i Brandenburg                                                    |
| Regne d'Hongria (unió personal dins de la monarquia dels Habsburg)                         | 1569                             | Unió de Lublin                                                                             | 1687                       | Reconeixement dels Habsburg com a reis hereditaris i incorporació a la monarquia austríaca               |
| Imperi Otomà                                                                               | 1569                             | Unió de Lublin                                                                             | 1793                       | Segona partició de Polònia - canvi de fronteres                                                          |
| Principat de Transsilvània (feu turc)                                                      | 1569                             | Unió de Lublin                                                                             | 1699                       | Tractat de Karlowitz i incorporació a la monarquia austríaca                                             |
| Principat de Moldàvia (feu turc)                                                           | 1569                             | Unió de Lublin                                                                             | 1793                       | Segona partició de Polònia: canvi de fronteres                                                           |
| Kanat de Crimea (feu turc)                                                                 | 1569                             | Unió de Lublin                                                                             | 1667/1686                  | Tractat d'Andrússovo, posteriorment Tractat de Pau Eterna – canvi de fronteres                           |
| Imperi Suec                                                                                | 1569                             | Unió de Lublin                                                                             | 1721                       | Tractat de Nystad – canvi de fronteres                                                                   |
| Tsarat Rus                                                                                 | 1569                             | Unió de Lublin                                                                             | 1721                       | Coronació del tsar Pere I com a emperador de Rússia                                                      |
| Ducat de Prússia (feu de la Mancomunitat polonesolituana fins al 1657)                     | 1569                             | Unió de Lublin                                                                             | 1701                       | Unificació del país des de Brandenburg- -Prússia fins al Regne de Prússia                                |
| Ducat de Curlàndia i Semigàlia (feu de la Rzeczpospolita)                                  | 1569                             | Unió de Lublin                                                                             | 1795                       | Annexionat a Rússia                                                                                      |
| Sacre Imperi Romanogermànic (conglomerat d'estats dirigits per la monarquia dels Habsburg) | 1569                             | Unió de Lublin                                                                             | 1795                       | Tercera partició de Polònia, liquidació de l'estat lituanopolonès.                                       |
| Monarquia dels Habsburg                                                                    | 1620                             | Batalla de la Muntanya Blanca i incorporació del Regne de Bohèmia a la monarquia austríaca | 1795                       | Tercera partició de Polònia, liquidació de l'estat lituanopolonès.                                       |
| Regne de Prússia                                                                           | 1701                             | Unificació del país des de Brandenburg- -Prússia fins al Regne de Prússia                  | 1795                       | Tercera partició de Polònia, liquidació de l'estat lituanopolonès.                                       |
| Imperi Rus                                                                                 | 1721                             | Coronació del tsar Pere I com a emperador de Rússia                                        | 1795                       | Tercera partició de Polònia, liquidació de l'estat lituanopolonès.                                       |

## Economia

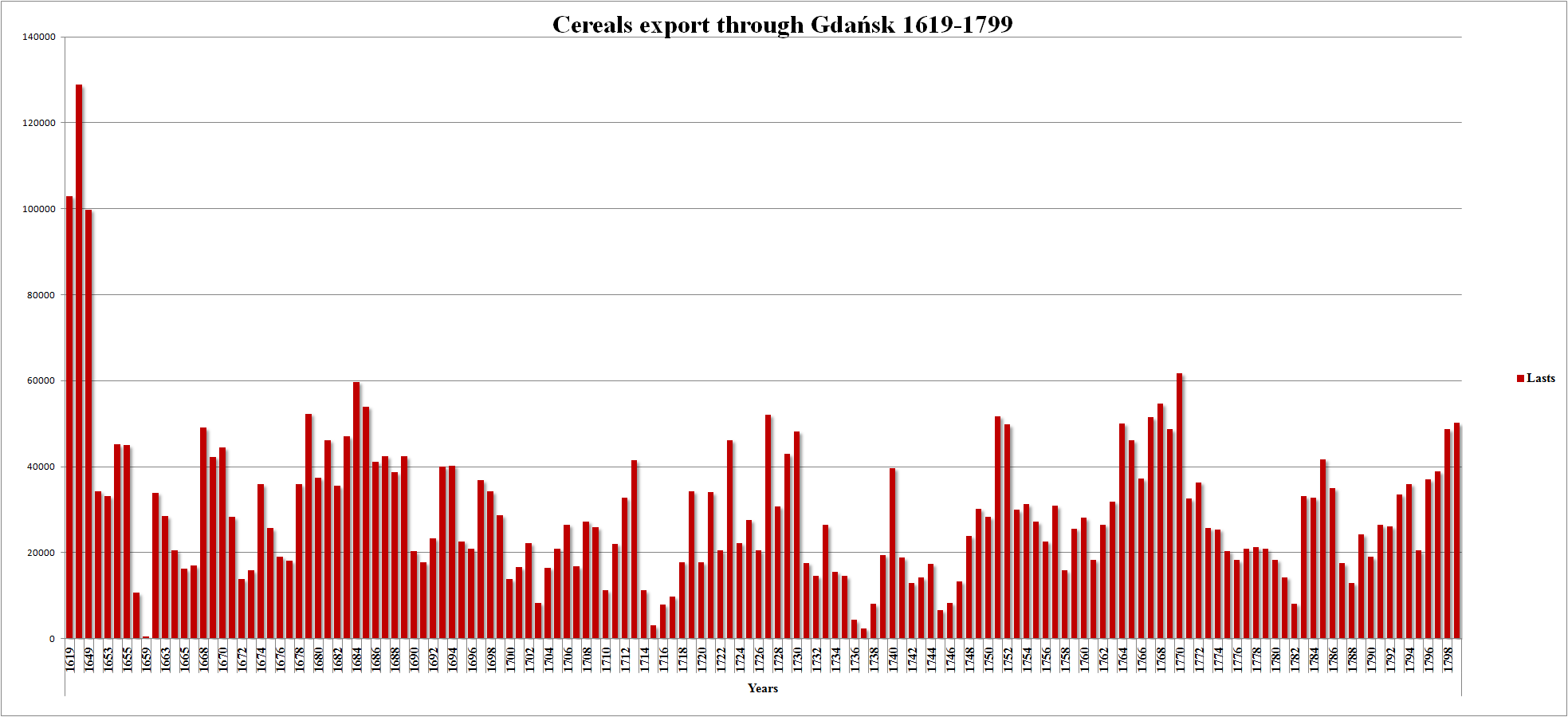
Exportacions de cereals en els anys 1619-1799. L’agricultura, que un cop fou extremadament profitosa per a la noblesa, n'esdevingué molt menys després de mitjan.

L'economia de la Mancomunitat es basava principalment en la producció i el comerç agrícoles, tot i que hi havia una gran quantitat de tallers i fàbriques artesanes, especialment fàbriques de paper, adoberies de cuir, ferreries, vidrieries i bòbiles. Algunes de les principals ciutats eren la llar d'artesans, joiers i rellotgers. La majoria d'indústries i oficis es concentraven al Regne de Polònia; el Gran Ducat de Lituània era més rural i la seva economia estava impulsada per l'agricultura i la confecció de teles.La mineria es va desenvolupar a la regió sud-oest de Polònia, rica en recursos naturals com ara plom, carbó, coure i sal. La moneda utilitzada a Polònia – Lituània era el złoty (que significa "l'or") i la seva subunitat, el grosz. Les monedes estrangeres en forma de ducats, tàlers i xílings eren àmpliament acceptades i intercanviades. La ciutat de Gdańsk (Danzig) tenia el privilegi d'encunyar la seva pròpia moneda El 1794, Tadeusz Kościuszko va començar a emetre els primers bitllets polonesos.
El país va tenir un paper important en el subministrament d'Europa occidental mitjançant l'exportació de cereals (sègol), bestiar boví, pells, fusta, lli i ambre.Els cereals, el bestiar i les pells representaven gairebé el 90% de les exportacions del país als mercats europeus pel comerç terrestre i marítim al segle xvi.Des de Gdańsk, els vaixells transportaven càrrega als principals ports dels Països Baixos, com Anvers i Amsterdam. Les rutes terrestres, principalment a les províncies alemanyes del Sacre Imperi Romanogermànic, com ara les ciutats de Leipzig i Nuremberg, s'utilitzaven per a l'exportació de pells, bestiar viu (ramats d’uns 50.000 caps), sal, tabac, cànem i cotó de la regió de la Gran Polònia.Al seu torn, la Mancomunitat importava vi, cervesa, fruita, espècies exòtiques, articles de luxe (per exemple tapissos, Pic. 5), mobles, teixits, així com productes industrials com l'acer i eines.
El sector agrícola estava dominat pel feudalisme basat en el sistema de plantacions (serfs).L'esclavitud estava prohibida a Polònia al segle xv i abolida formalment a Lituània el 1588, substituïda per una segona servitud. Normalment, la propietat d'un noble consistia en un folwark,una gran granja treballada per serfs per produir excedents per al comerç intern i extern. Aquest acord econòmic va funcionar bé per a les classes dirigents i els nobles dels primers anys de la Mancomunitat, que va ser una de les èpoques més pròsperes del comerç de cereals.La fortalesa econòmica del comerç de cereals de la Confederació va disminuir des de finals del segle xvii. Les relacions comercials es van veure interrompudes per les guerres i la Mancomunitat va demostrar ser incapaç de millorar la seva infraestructura de transport o les seves pràctiques agrícoles.Els serfs de la regió estaven cada vegada més temptats de fugir.Els intents principals de la Mancomunitat per combatre aquest problema i millorar la productivitat van consistir en augmentar la càrrega de treball dels serfs i restringir encara més les seves llibertats en un procés conegut com a servitud dirigida per les exportacions.
El propietari d'un folwark solia signar un contracte amb els comerciants de Gdańsk, que controlaven el 80% d'aquest comerç interior, per enviar el gra cap al nord cap a aquell port marítim del mar Bàltic.S'utilitzaven innombrables rius i vies fluvials a la Mancomunitat per a transport marítim, inclòs el Vístula, Pilica, Bug, San, Nida, Wieprz, Neman. Els rius tenien una infraestructura relativament desenvolupada, amb ports fluvials i graners. La major part del transport marítim fluvial es desplaçava cap al nord, i el transport cap al sud menys rendible, i les barcasses i les embarcacions sovint es venien a Gdańsk per obtenir fusta. Grodno es va convertir en un lloc important després de la creació d'un post duaner a Augustów el 1569, que es va convertir en un punt de control per als comerciants que viatjaven a les terres de la Corona des del Gran Ducat.
La població urbana de la Mancomunitat era baixa en comparació amb la d’Europa occidental. Les xifres exactes depenen dels mètodes de càlcul. Segons una font, la població urbana de la Mancomunitat era al voltant del 20% del total al segle xvii, en comparació amb aproximadament el 50% als Països Baixos i Itàlia (Pic. 7). Una altra font suggereix xifres molt més baixes: 4-8% de població urbana a Polònia, 34-39% als Països Baixos i 22-23% a Itàlia. La preocupació de la Mancomunitat per l'agricultura, juntament amb la posició privilegiada dels nobles en comparació amb la burgesia, va resultar en un procés d'urbanització bastant lent i, per tant, en un desenvolupament bastant lent de les indústries. La noblesa també podia regular el preu del gra per al seu avantatge, amb la qual cosa acumulava molta riquesa. Algunes de les fires comercials més grans de la Confederació se celebraven a Lublin.
Per causa dels grans descobriments geogràfics, les connexions comercials tradicionals que travessaven la República de Polònia, com la Ruta de l'ambre,(Pic. 4)van perdre la seva importància. No obstant això, la Mancomunitat va continuar sent un vincle important entre els països de l'Orient Mitjà i Europa occidental.Per exemple, les catifes perses a Occident van ser anomenades erròniament "poloneses" (francès: Polonaise)perquè eren importades per la Corona.

## Exèrcit
L'exèrcit de la Mancomunitat (amb dos exèrcits separats:el de la Corona (Armia koronna), reclutat a Polònia, i l'exèrcit lituà (Armia litewska) al Gran Ducat)estava comandat per dos grans hetmans, el de la corona i el lituà, i dos hetmans de camp. Tanmateix, la disciplina de l'exèrcit als segles XVII i XVIII es percebia de manera molt peculiar. Es contemplava amb força indulgència tota mena d’il·legalitat que l'exèrcit fes contra la població civil, de manera similar al que s'esdevenia en els exèrcits d'altres països.
Els monarques no podien declarar la guerra ni convocar un exèrcit sense el consentiment del parlament (Sejm) o del Senat. La Marina de la Confederació polonesolituana mai no va tenir un paper important en l'estructura militar a partir de mitjan segle xvii.
La formació més prestigiosa dels dos respectius exèrcits fou la seva cavalleria pesant del segle xvi i XVII en forma d'hússars alats (husaria), mentre que els guàrdies reials polonesos i els guàrdies lituans eren l'elit de la infanteria; els regiments eren supervisats pel rei i la seva família.El 1788, el Gran Sejm va aprovar reformes destacades i va definir les futures estructures dels exèrcits; l'exèrcit de la Corona s'havia de dividir en quatre divisions, amb disset regiments d'infanteria de camp i vuit brigades de cavalleria excloent les unitats especials; l'exèrcit lituà s'havia de subdividir en dues divisions, vuit regiments de camp i dues brigades de cavalleria excloent-hi les unitats especials.Si s'hagués implementat, la reforma predeia un exèrcit de gairebé 100.000 homes.
Els exèrcits d’aquests estats diferien de l’organització habitual en altres parts d’Europa; segons Bardach, les formacions mercenàries (wojsko najemne), 
comuns a Europa occidental, mai van aconseguir una àmplia popularitat a Polònia.Brzezinski, però, assenyala que els mercenaris estrangers van formar una part important de les unitats d'infanteria més d'elit, almenys fins a principis del segle xvii.A la Polònia del segle xvi, diverses altres formacions formaven el nucli dels exèrcits.Hi havia un petit exèrcit permanent, l'obrona potoczna ("defensa contínua") d'uns 1.500 a 3.000 homes, pagats pel rei, i estacionats principalment a les problemàtiques fronteres sud i est.Es complementava amb dues formacions mobilitzades en cas de guerra: la pospolite ruszenie (en polonès lleva en massa – lleva feudal majoritàriament de nobles cavallers terratinents), i la wojsko zaciężne, ("exèrcit mercenari")reclutada pels comandants polonesos per al conflicte. Es diferenciava d'altres formacions mercenàries europees pel fet de ser comandada per oficials polonesos i es dissolia un cop finalitzat el conflicte.

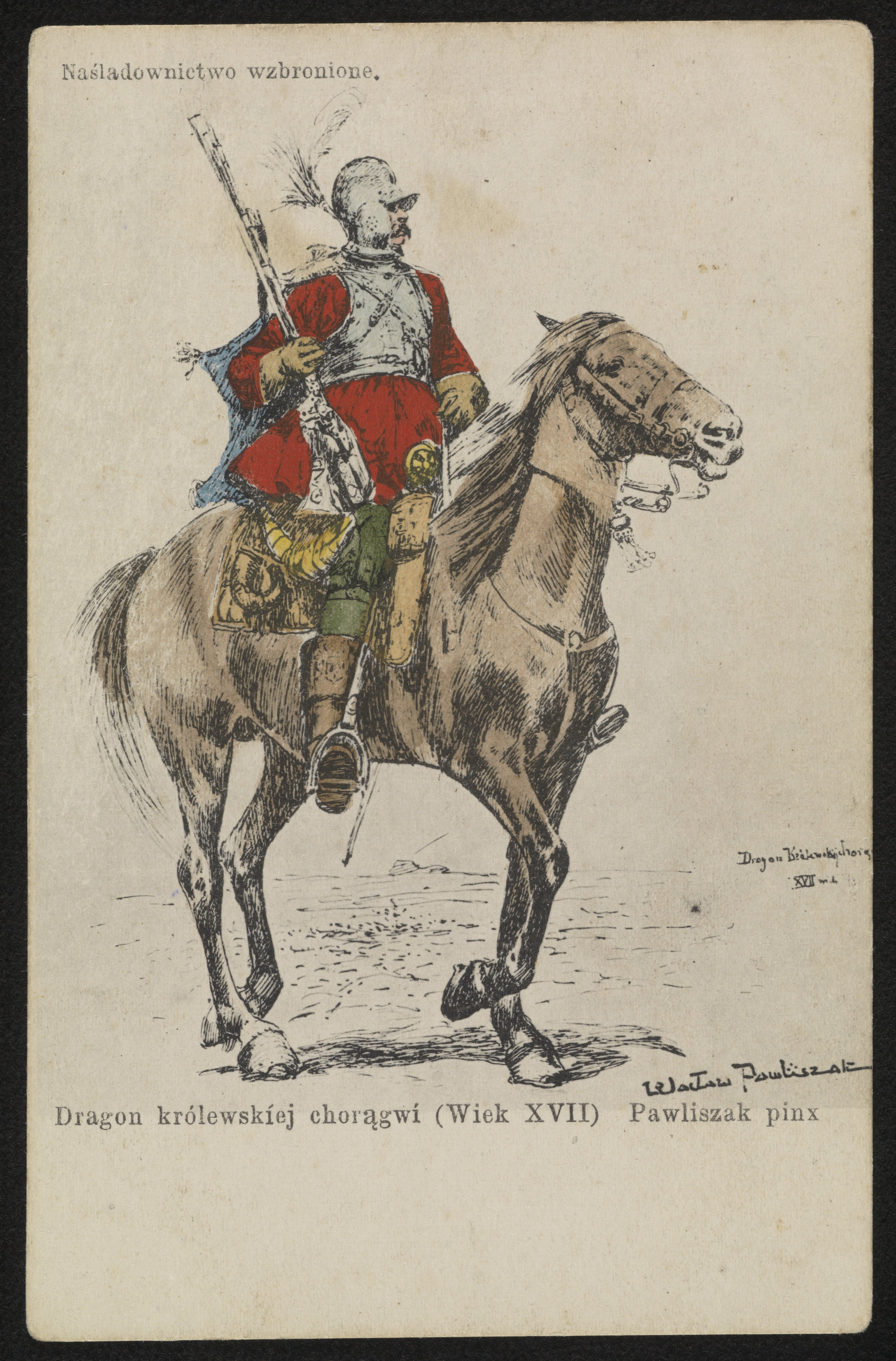
Un dragó polonès,

Diversos anys abans de la Unió de Lublin, l'obrona potoczna polonesa es va reformar, ja que el Sejm (parlament nacional de Polònia) va legislar entre 1562 i 1563 la creació de la wojsko kwarciane, que rebia el nom de l’impost de la kwarta que es cobrava a les terres reials amb el propòsit de mantenir aquesta formació militar.Aquest exèrcit també era pagat pel rei i, en temps de pau, comptava amb uns 3.500-4.000 homes segons Bardach;Brzezinski dona un rang d'entre 3.000 i 5.000.Estava composta principalment per unitats de cavalleria lleugera, formades per la noblesa (szlachta) i comandades per hetmans.Sovint, en temps de guerra, el Sejm decretava un augment temporal de la grandària de la wojsko kwarciane.
Després del final de la Mancomunitat, la tradició militar polonesolituana seria continuada per les legions poloneses napoleòniques i l'exèrcit del ducat de Varsòvia.

## Cultura

### Ciència i literatura

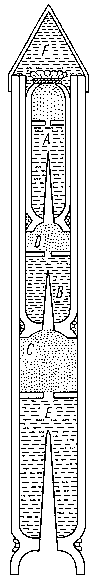
Coet multitram a l'obra Artis Magnæ Artilleriæ pars prima de Kazimierz Siemienowicz

La Mancomunitat va ser un important centre europeu per al desenvolupament d’idees socials i polítiques modernes. Va ser famós pel seu rar sistema polític quasi democràtic, elogiat pels filòsofs, i durant la Contrareforma fou coneguda per la seva quasi inigualable tolerància religiosa, amb la coexistència pacífica de comunitats de catòlics romans, jueus, cristians ortodoxos, protestants i musulmans (sufís). Al segle xviii, el catòlic francès Rulhière va escriure sobre la Polònia del segle xvi: "Aquest país, que en els nostres dies hem vist dividit amb el pretext de la religió, és el primer estat d'Europa que va exemplificar la tolerància. En aquest estat, les mesquites van sorgir entre esglésies i sinagogues."
La Mancomunitat va contemplar el sorgiment de la famosa comunitat cristiana dels germans polonesos, antecedents de l'unitarisme britànic i estatunidenc.
Amb el seu sistema polític, la Mancomunitat va donar a llum a filòsofs polítics com ara Andrzej Frycz Modrzewski (1503–1572) (Pic. 9), Wawrzyniec Grzymała Goślicki (1530–1607) i Piotr Skarga (1536–1612). Més tard, les obres de Stanisław Staszic (1755–1826) i Hugo Kołłątaj (1750–1812) van ajudar a preparar el camí per a la Constitució del 3 de maig de 1791, que Norman Davies anomena la primera d'aquestes característiques a Europa.
La Universitat Jagellònica de Cracòvia és una de les universitats més antigues del món (fundada el 1364),i juntament amb l'Acadèmia Jesuïta de Wilno (establerta el 1579) eren els principals centres acadèmics i científics a la Mancomunitat. La Komisja Edukacji Narodowej (en polonès "Comissió d’Educació Nacional"), constituïda el 1773, va ser el primer ministeri d’Educació nacional del món.Entre els científics de la Mancomunitat hi havia: Marcin Kromer (1512–1589), l'historiador i cartògraf; Michael Sendivogius (1566–1636), alquimista i químic; Jan Brożek (Ioannes Broscius in llatí) (1585–1652), polímata: matemàtic, físic i astrònom; Krzysztof Arciszewski (Crestofle d'Artischau Arciszewski en portuguès) (1592–1656), enginyer, etnògraf, general i almirall de l'exèrcit de la Companyia Neerlandesa de les Índies Occidentals a la guerra amb l'Imperi Espanyol pel control del Brasil; Kazimierz Siemienowicz (1600–1651), enginyer militar, especialista en artilleria i teòric dels coets; Johannes Hevelius (1611–1687), astrònom, considerat el pare de la topografia lunar; Michał Boym (1612–1659), orientalista, cartògraf, naturalista i diplomàtic al servei de la dinastia Ming (Pic. 11); Adam Adamandy Kochański (1631–1700), matemàtic i enginyer; Baal Xem Tov (הבעל שם טוב en hebreu) (1698–1760), considerat el fundador del judaisme hassídic; Marcin Odlanicki Poczobutt (1728–1810), astrònom i matemàtic (Pic. 12); Jan Krzysztof Kluk (1739–1796), naturalista, agrònom i entomòleg, John Jonston (1603–1675) erudit i metge, descendent de la noblesa escocesa. El 1628, el professor, científic, educador i escriptor txec Jan Amós Comenius es va refugiar a la Mancomunitat, quan els protestants van ser perseguits sota la Contrareforma.
Les obres de molts autors de la Mancomunitat es consideren clàssiques, incloses les de Jan Kochanowski (Pic. 10), Wacław Potocki, Ignacy Krasicki, i Julian Ursyn Niemcewicz. Molts membres de la szlachta van escriure memòries i diaris personals. Potser les més famoses són les Memòries d’història polonesa d’ Albrycht Stanisław Radziwiłł (1595–1656) i les Memòries de Jan Chryzostom Pasek (ca. 1636–ca. 1701). Jakub Sobieski (1590–1646) (pare de Joan III Sobieski) va escriure diaris notables. Durant l'expedició de Khotyn el 1621 va escriure un diari anomenat Commentariorum chotinensis belli libri tres (Diari de la guerra de Chocim), que fou publicat el 1646 a Gdańsk. Fou utilitzat per Wacław Potocki com a base per al seu poema èpic, Transakcja wojny chocimskiej (El progrés de la guerra de Chocim). També va ser autor d’instruccions per al viatge dels seus fills a Cracòvia (1640) i França (1645), un bon exemple d’educació liberal de l’època.

### Art i música

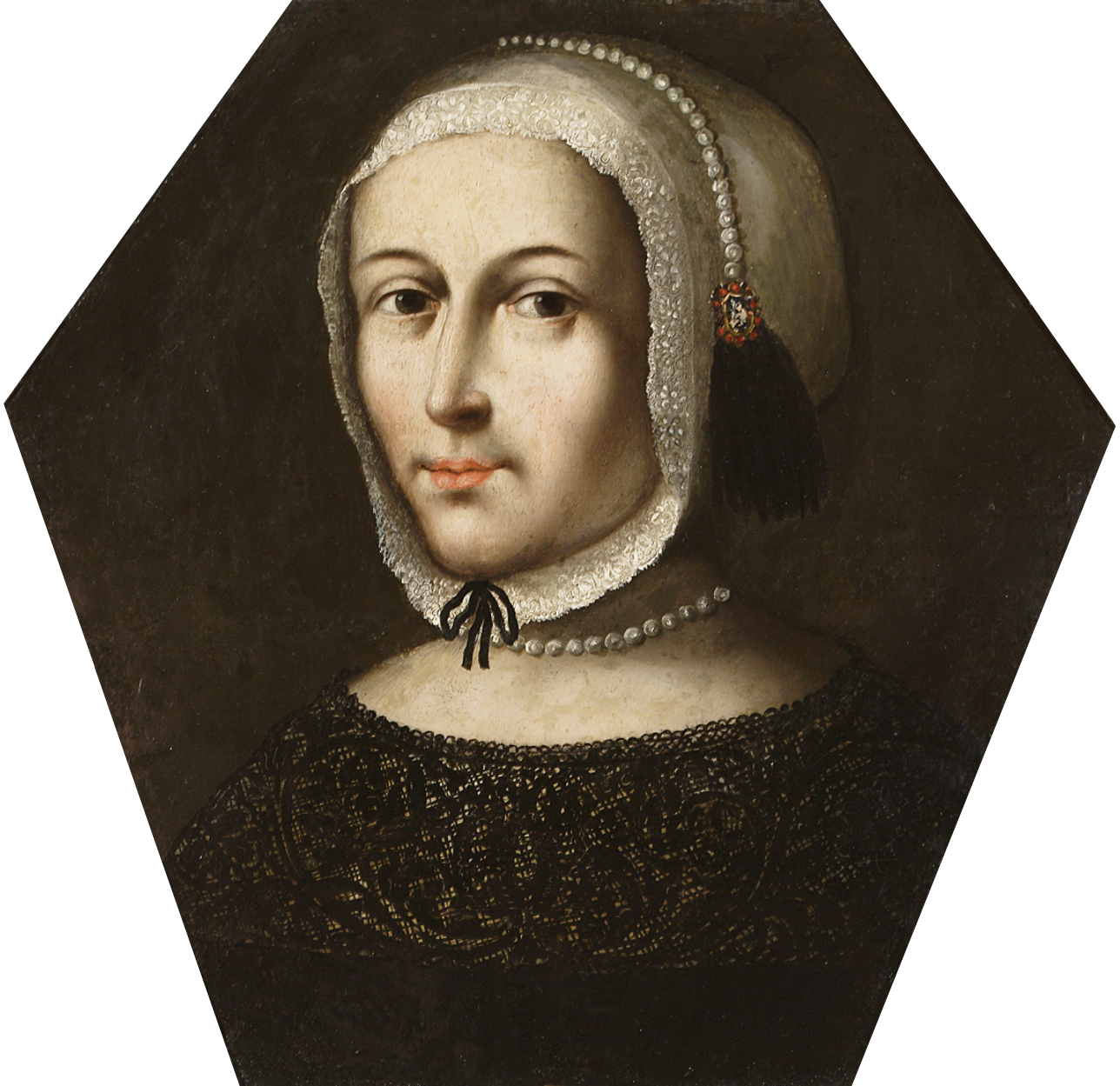
Un exemple de retrat de taüt, a mitjan

L’art i la música de la Mancomunitat es van modelar en gran part per les tendències europees imperants, tot i que les minories del país, els estrangers i les cultures populars autòctones també van contribuir a la seva naturalesa versàtil. Una forma d'art comuna del període sarmàtic foren els retrats de taüt (polonès: portrety trumienne) utilitzats en els funerals i altres cerimònies importants. Com a regla general, aquests retrats es clavaven en xapes amb forma de sis o vuit cares, fixades a la part frontal d’un fèretre situat sobre un catafalc alt i ornamentat.Aquests eren un tret únic i distingible de l'alta cultura de la Mancomunitat, i no es troben en cap altre lloc d'Europa.Una tradició similar només es va practicar a l'Egipte romà.Els monarques i nobles polonesos sovint convidaven i patrocinaven pintors i artesans estrangers, sobretot dels Països Baixos (Països Baixos, Flandes i Bèlgica) Alemanya o Itàlia. Els interiors de residències, palaus i cases pairals de la classe alta estaven adornats amb tapissos de paret (en polonès arrasy o tapiseria) importats d'Europa occidental; la col·lecció amb més renom són els tapissos jagellònics exposats al castell reial de Wawel a Cracòvia.
Els vincles econòmics, culturals i polítics entre França i la Mancomunitat polonesolituana van donar lloc al terme francès à la polonaise, o sigui "a la polonesa", "a l'estil polonès".Amb el casament de Maria Leszczyńska i Lluís XV de França el 1725, la cultura polonesa va començar a florir al Palau de Versalles. Els "llits a la polonesa" (lits a la polonaise) coberts de baldaquins es van convertir en una peça central dels mobles Lluís XV als chateaux francesos. Els motius florals populars, així com la moda polonesa, es van popularitzar en forma de robe à la polonaise ("vestit a la polonesa"), una mena de vestit que portaven les aristòcrates a Versalles.
Les cultures religioses de Polònia-Lituània van coexistir i es van influenciar mútuament durant tota la història de la Mancomunitat: els jueus van adoptar elements del vestit nacional,els préstecs i els calcs es van fer habituals i les esglésies catòliques de les regions amb importants poblacions protestants eren molt més senzilles. amb una decoració diferent a la d'altres parts de Polònia–Lituània. La influència mútua es va reflectir encara més en la gran popularitat de les icones romanes d'Orient (Pic. 13) i les icones semblants a les efígies de Maria als territoris predominantment llatins de la Polònia actual (Mare de Déu de Częstochowa) i Lituània (Mare de Déu de la Porta de l'Alba).Per contra, la infiltració llatina en l'art ortodox i protestant ruteni també era convencional (Pic. 3).
La música era una característica habitual dels esdeveniments religiosos i laics. Amb aquesta finalitat, molts nobles van fundar cors d’esglésies i escoles i van emprar els seus propis conjunts de músics. Alguns, com Stanisław Lubomirski, van construir els seus propis teatres d'òpera (a Nowy Wiśnicz). Altres, com ara Janusz Skumin Tyszkiewicz i Krzysztof Radziwiłł eren coneguts pel seu patrocini de les arts, fet que es manifestava a les seves orquestres permanents de les seves corts de Wilno (Viínius). La vida musical va prosperar encara més sota la dinastia Vasa. Tant compositors estrangers com nacionals desenvoluparen la seva activitat a la Mancomunitat. Segimon III va incorporar compositors i directors italians, com ara Luca Marenzio, Annibale Stabile, Asprilio Pacelli, Marco Scacchi i Diomedes Cato per a l'orquestra reial. Entre els notables músics del país que també van compondre i van tocar per a la cort del rei, es poden esmentar Bartłomiej Pękiel, Jacek Różycki, Adam Jarzębski, Marcin Mielczewski, Stanisław Sylwester Szarzyński, Damian Stachowicz, Mikołaj Zieleński i Grzegorz Gerwazy Gorczycki.

### Arquitectura

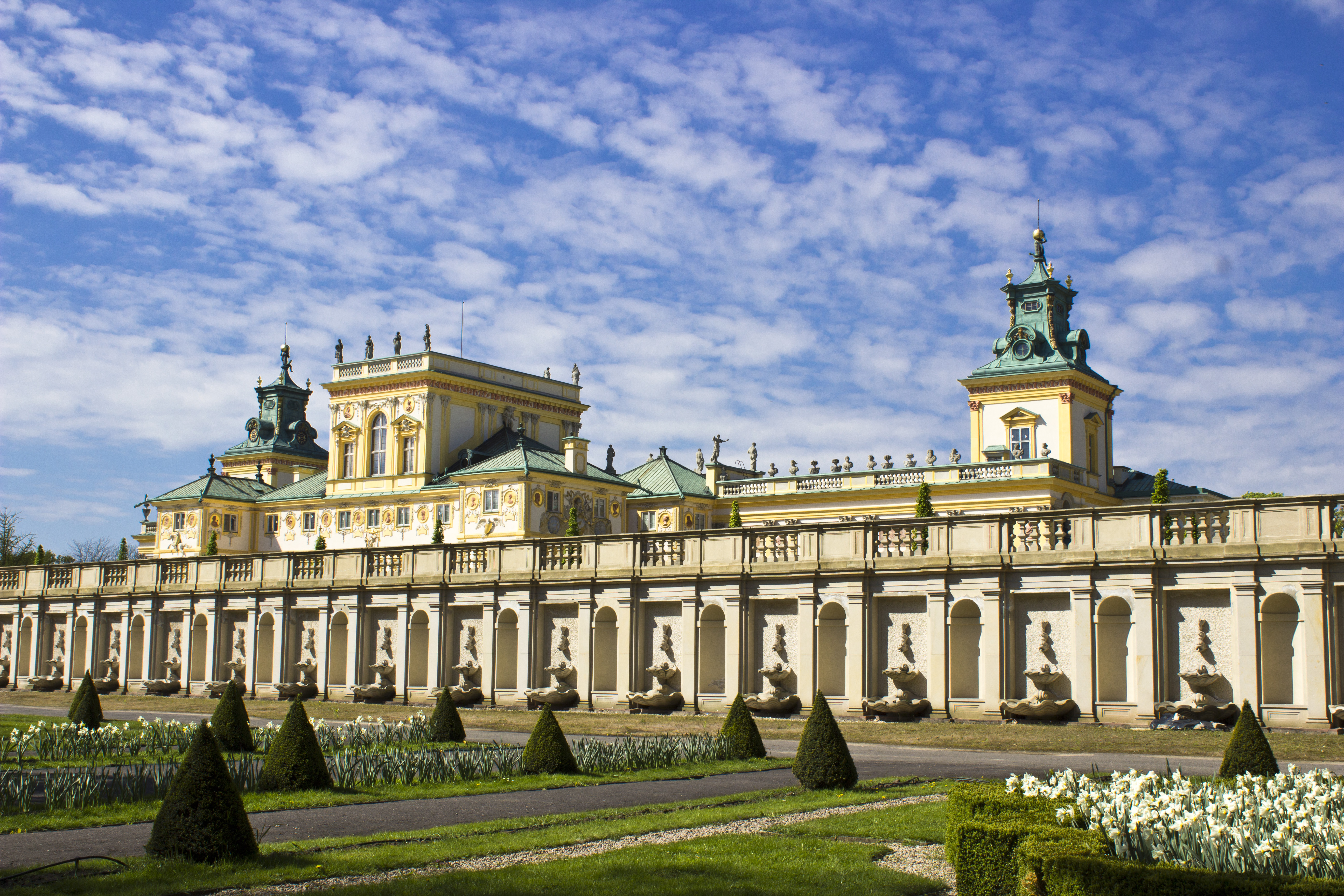
El Palau de Wilanów, acabat el 1696, exemplifica l'opulència de les residències reials i nobles de la Mancomunitat.

L'arquitectura de les ciutats de la Mancomunitat polonesolituana reflectia una combinació de tendències poloneses, alemanyes i italianes. El manierisme italià o el Renaixement tardà van tenir un profund impacte en l'arquitectura burgesa tradicional que es pot observar fins als nostres dies: els castells i cases tenien patis italians centrals composts de llotges arquejades, columnates, boínders, balcons, portals i balustrades ornamentals. Els sostres amb frescos, esgrafiats i cassetons estaven molt estesos. Els terrats es cobrien generalment amb teules fetes de terracota. La característica més distingible del manierisme polonès són els "àtics" decoratius sobre la cornisa de la façana. Les ciutats del nord de Polònia-Lituània i de Livònia van adoptar l'estil hanseàtic (o "holandès") com a forma principal d'expressió arquitectònica, comparable a la dels Països Baixos, Bèlgica, el nord d'Alemanya i Escandinàvia.

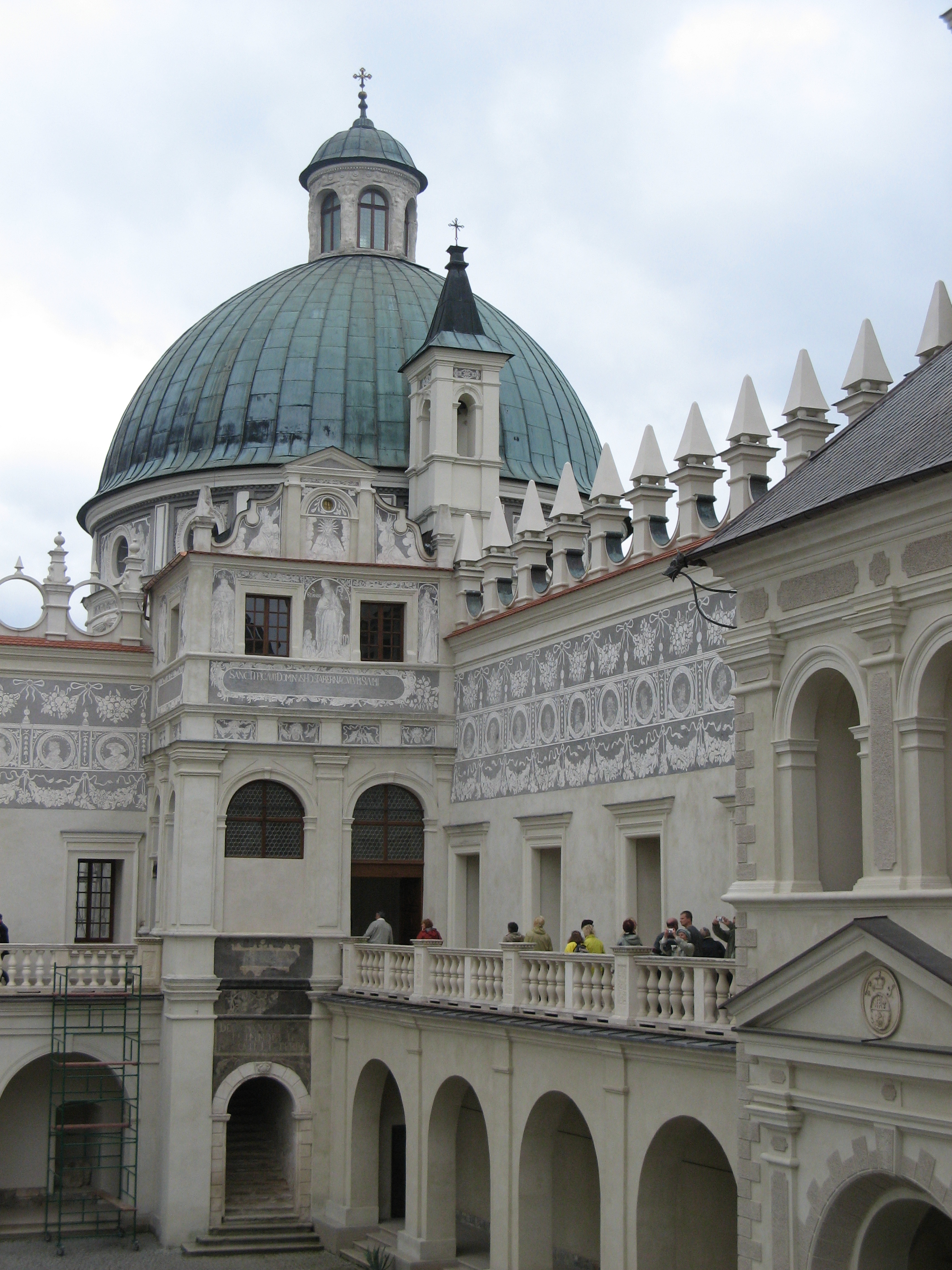
La influència dels estils italians és evident a l'arquitectura polonesa. Els "àtics" i els pinacles afilats al llarg de la cornisa són una característica distintiva.

La introducció de l'arquitectura barroca va estar marcada per la construcció de diverses esglésies jesuïtes i catòliques a tota Polònia i Lituània, en particular l'església de Sant Pere i Sant Pau a Cracòvia, l'església del Corpus Christi a Niasvij, la catedral de Lublin i el santuari de Kalwaria Zebrzydowska, declarat Patrimoni de la Humanitat per la UNESCO. Exemples excel·lents de barroc decoratiu i rococó inclouen l'església de Santa Anna a Cracòvia i l'església de Fara a Poznań. Una altra característica és l'ús comú del marbre negre. Els altars, fonts, portals, balustrades, columnes, monuments, làpides i sales senceres (per exemple, la sala de marbre del castell reial de Varsòvia, la capella de Sant Casimir de la catedral de Vílnius i la capella de Vasa a la catedral de Wawel) estaven àmpliament decorades amb marbre negre, que es va popularitzar a partir de mitjan segle xvii.
Els magnats sovint emprenien projectes de construcció com a monuments per a ells mateixos: esglésies, catedrals, monestirs (Pic. 14), i palaus com l'actual Palau presidencial de Varsòvia i el castell de Pidhirtsi construït pel gran hetman Stanisław Koniecpolski. Els projectes més grans van implicar ciutats senceres, tot i que amb el temps molts d’ells caurien en la foscor o serien abandonats. Aquestes ciutats rebien generalment el nom del magnat patrocinador. Entre els més destacats hi ha Zamość, fundada per Jan Zamoyski i dissenyada per l'arquitecte italià Bernardo Morando com a ciutat ideal. Els magnats de tota Polònia competien amb els reis. El monumental castell Krzyżtopór, construït a l'estil palazzo in fortezza entre 1627 i 1644, tenia diversos patis envoltats de fortificacions. Complexos fortificats similars inclouen castells a Łańcut i Krasiczyn.
La fascinació amb la cultura i l'art de l'Orient en el període barroc tardà és reflectida pel Palau xinès de la reina Maria a Zolotxiv (Złoczów).Els palaus dels magnats del segle xviii representen el tipus característic de residència suburbana barroca construïda entre cour et jardin (entre el pati d'entrada i el jardí). La seva arquitectura: una fusió d’art europeu amb tradicions antigues de la Mancomunitat és visible al palau de Wilanów de Varsòvia(Pic. 15), al palau Branicki a Białystok, al palau Potocki a Radzyń Podlaski, al palau Raczyński a Rogalin, al palau Nieborów i al palau Kozłówka prop de Lubartów. La petita noblesa residia en cases pairals conegudes com a dworek. El neoclassicisme va substituir el barroc duranbt la segona meitat del segle xviii: l'últim governant de Polònia–Lituània, Estanislau II August, admirava molt l'arquitectura clàssica de l'antiga Roma i la va promoure com a símbol de la Il·lustració polonesa. El Palau Łazienki i l'exterior de l'església de Santa Anna a Varsòvia formen part del llegat neoclàssic de l'antiga Mancomunitat.

### Szlachtai sarmatisme
El sarmatisme va esdevenir la ideologia prevalent de la szlachta. Pren el seu nom dels sàrmates, presumptes avantpassats dels polonesos.Aquest sistema de creences era una part important de la cultura szlachta, i penetrava en tots els aspectes de la seva vida. El sarmatisme va consagrar la igualtat entre szlachta, equitació, tradició, vida pintoresca provincial en cases pairals, pau i particularisme; records o vestits inspirats en Orient per a homes (żupan, kontusz, sukmana, pas kontuszowy, delia, szabla); afavoria l'arquitectura barroca europea; aprovava el llatí com a llengua de pensament o d'expressió; i servia per integrar la noblesa multiètnica tot creant un sentit gairebé nacionalista d’unitat i orgull de llibertat daurada.
Com va assenyalar Tadeusz Chrzanowski, el mite sobre el començament també va ser compartit per altres nacions europees: un fenomen similar fou el gal·licanisme francès, el goticisme escandinau o el nòrdic i l'escitisme hongarès.
Com a ideologia, el sarmatisme va sancionar l'hegemonia de la noblesa sobre altres classes socials de la societat polonesa. Com va assenyalar Jan Sowa, la noblesa es considerava "un grup diferent ètnicament i nacionalment dels camperols i de la classe mitjana", i s'atorgava l'únic dret a configurar la nacionalitat polonesa.
En la seva primera forma idealista, el sarmatisme representava un moviment cultural positiu: donava suport a la creença religiosa, l’honestedat, l’orgull nacional, el coratge, la igualtat i la llibertat. Amb el temps, però, es va anar distorsionant. El sarmatisme extrem va convertir la creença en fanatisme, l’honestedat en ingenuïtat política, l’orgull en arrogància, el coratge en tossuderia i la llibertat en anarquia. Les falles del sarmatisme foren considerades culpables de la desaparició del país a partir de finals del segle xviii. La crítica, sovint unilateral i exagerada, va ser utilitzada pels reformistes polonesos per impulsar canvis radicals. Aquesta autodepreciació va anar acompanyada d’obres d’historiadors alemanys, russos i austríacs, que van intentar demostrar que la culpa de la seva caiguda fou de la pròpia Polònia.

### Demografia

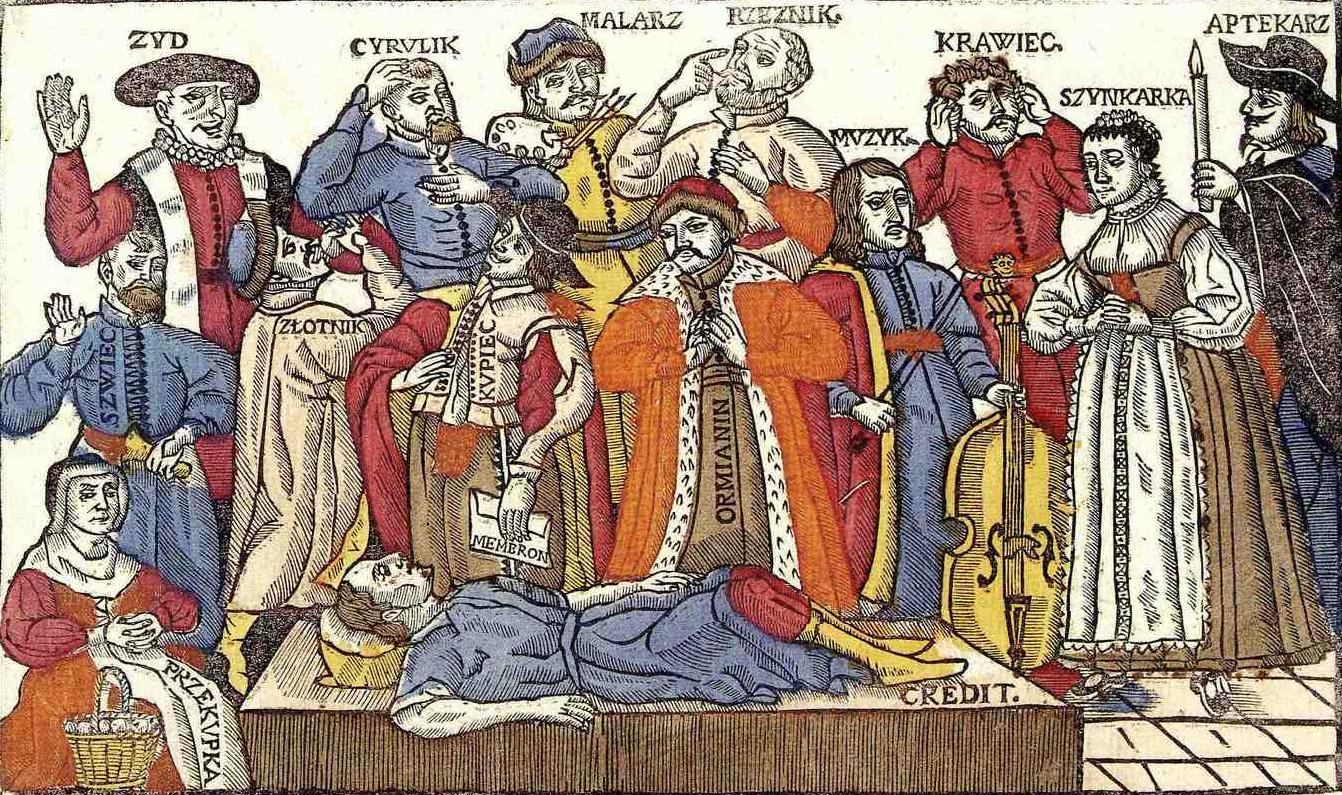
Estrats socials a la societat de la Confederació el 1655. Des de l'esquerra: jueu, barber cirurgià, pintor, carnisser, músic, sastre, hostalera, farmacèutic, sabater, orfebre, marxant i armeni

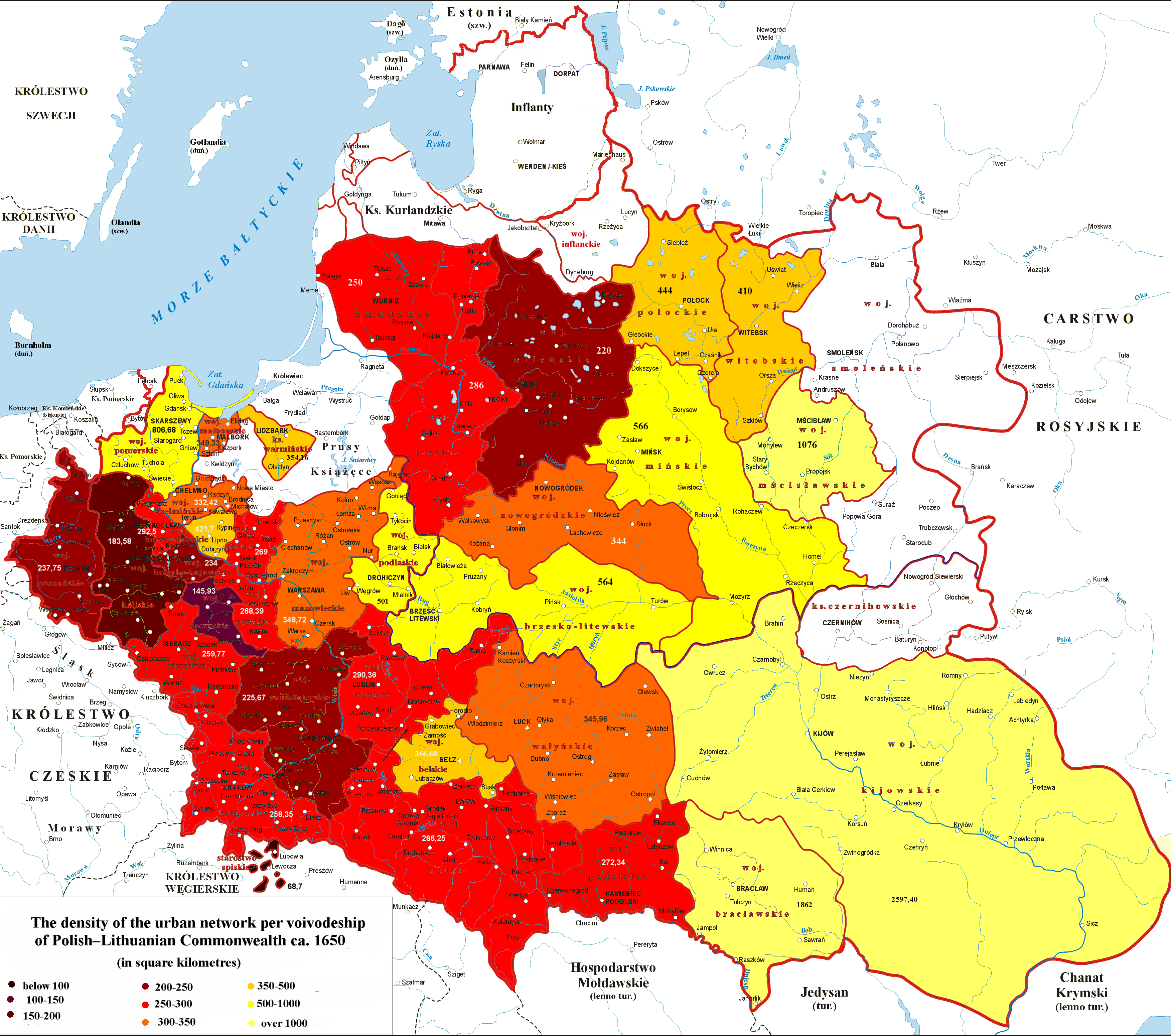
Densitat de la xarxa urbana per cada voivodat (província) el 1650

La Confederació polonesolituana fou immensament multicultural al llarg de la seva existència; comprenia innombrables identitats religioses i minories ètniques que habitaven el vast territori del país. El nombre precís de grups minoritaris i les seves poblacions només es pot plantejar com a hipòtesi. Estadísticament, els grups més destacats eren els polonesos, lituans, alemanys, rutens i jueus. També hi havia un nombre considerable de txecs, hongaresos, livonians, gitanos, valacs, armenis, italians, escocesos i neerlandesos (olędrzy), que eren classificats com a comerciants, colons o refugiats que fugien de la persecució religiosa.
Abans de la unió amb Lituània, el Regne de Polònia era molt més homogeni; aproximadament el 70% de la població era polonesa i catòlica romana.Amb la creació de la Mancomunitat, el nombre de polonesos en comparació amb la població total va disminuir fins al 50%. El 1569, la població era de 7 milions, amb aproximadament 4,5 milions de polonesos, 750.000 lituans, 700.000 jueus i 2 milions de rutens.Els historiadors Michał Kopczyński i Wojciech Tygielski suggereixen que amb l'expansió territorial després de la treva de Deulino el 1618, la població de la Mancomunitat va arribar als 12 milions de persones, dels quals els polonesos només constituïen el 40%.En aquella època, la noblesa representava el 10% de tota la població i els burgesos al voltant del 15%.La densitat mitjana de població per quilòmetre quadrat era: 24 a Masòvia, 23 a la Petita Polònia, 19 a la Gran Polònia, 12 al palatinat de Lublin, 10 a la zona de Lwów, 7 a Podíl·lia i Volínia i 3 al voivodat de Kíev. Hi havia una tendència, per part de la gent dels territoris occidentals, més densament poblats, a emigrar cap a l'est.
A mitjan segle xvii es va produir un canvi sobtat en la demografia del país. La Segona Guerra del Nord i el Diluvi, seguits de la fam, entre el 1648 i el 1657 van ser responsables d'almenys 4 milions de morts.Juntament amb altres pèrdues territorials, el 1717 la població havia caigut a 9 milions. La població es va recuperar lentament al llarg del segle xviii; just abans de la primera partició de Polònia el 1772, la població de la Mancomunitat era de 14 milions, incloent al voltant d'un milió de nobles. El 1792, la població de Polònia era d'uns 11 milions i incloïa 750.000 nobles.
La ciutat més multicultural i robusta del país era Gdańsk (Danzig), un important port hanseàtic de la regió més rica del Bàltic i de Polònia. Aleshores, Gdańsk estava habitada per una majoria de parla alemanya.i acollia a més un gran nombre de comerciants estrangers, particularment d’extracció escocesa, holandesa o escandinava.Històricament, el Gran Ducat de Lituània era més divers que el Regne de Polònia, i es considerava un gresol de moltes cultures i religions.Per tant, els habitants del Gran Ducat eren coneguts col·lectivament com a litvins, independentment de la seva nacionalitat, a excepció dels jueus residents a Lituània, que rebien el nom de litvaks.
Malgrat la garantida tolerància religiosa, la polonització gradual i la Contrareforma van intentar minimitzar la diversitat de la Mancomunitat; l'objectiu era desarrelar algunes minories tot imposant la llengua polonesa, el llatí, la cultura polonesa i la religió catòlica romana quan fos possible.A finals del segle xviii, la llengua lituana, la cultura i la identitat es van tornar vulnerables;el nom del país es va canviar a "Mancomunitat de Polònia" el 1791.

### Religió
La Confederació de Varsòvia, signada el 28 de gener de 1573, assegurava els drets de les minories i les religions; permetia que totes les persones veneressin qualsevol fe lliurement, tot i que la tolerància religiosa de vegades variava. Tal com va assenyalar Norman Davies, "la redacció i el fons de la declaració de la Confederació de Varsòvia eren extraordinàries pel que fa a les condicions imperants en altres llocs d'Europa; i van governar els principis de la vida religiosa a la República durant més de dos-cents anys."
Polònia va conservar les lleis de llibertat religiosa durant una època en què la persecució religiosa era un fet quotidià a la resta d’Europa. La Mancomunitat polonesolituana va ser un lloc on les sectes religioses més radicals, que intentaven fugir de la persecució en altres països del món cristià, van buscar-hi refugi.El 1561 Giovanni Bernardino Bonifacio d'Oria, un exiliat religiós resident a Polònia, va escriure sobre les virtuts del seu país adoptiu a un company que tornava cap a Itàlia: "Podríeu viure aquí d'acord amb les vostres idees i preferències, en gran, fins i tot les llibertats més grans, incloses les de publicar i escriure. Aquí ningú no és censor". Altres, particularment els líders de l'Església Catòlica Romana, els jesuïtes i els legats papals, eren menys optimistes sobre la frivolitat religiosa de Polònia.
"Aquest país ha esdevingut un lloc de refugi per als heretges" – Cardenal Stanisław Hozjusz, legat papal a Polònia.

Acta original de la Confederació de Varsòvia el 1573, la primera llei de llibertat religiosa a Europa.

Ser polonès, en zones remotes i multiètniques de la Mancomunitat, era llavors molt menys un índex d'ètnia que de religió i rang; era una designació reservada en gran part a la classe noble terratinent (szlachta), que incloïa polonesos, però també molts membres d'origen no polonès que es van convertir al catolicisme en nombre creixent amb cada generació següent. Per als nobles no polonesos, aquesta conversió va significar un pas final de polonització que va arribar després de l'adopció de la llengua i la cultura poloneses. Polònia, com la part culturalment més avançada de la Confederació, amb la cort reial, la capital, les ciutats més grans, la segona universitat més antiga d'Europa central (després de Praga) i institucions socials més liberals i democràtiques, havia demostrat ser un imant irresistible per a la noblesa no polonesa de la Mancomunitat.Molts es referien a si mateixos com a gente ruthenus, natione polonus (rutens per sang, polonesos per nacionalitat) des del segle xvi en endavant.
Com a resultat, als territoris orientals una aristocràcia polonesa (o polonitzada) dominava una pagesia la gran majoria de la qual no era ni polonesa ni catòlica. A més, les dècades de pau van portar enormes esforços de colonització als territoris orientals (en l'actualitat, aproximadament, l'oest i el centre d'Ucraïna),la qual cosa augmentà les tensions entre nobles, jueus, cosacs (tradicionalment ortodoxos), camperols polonesos i rutens. Aquests últims, privats dels seus protectors natius de la noblesa rutena, van cercar la protecció dels cosacs que van facilitar la violència que al final va trencar la Mancomunitat. Les tensions es van agreujar amb els conflictes entre l'ortodòxia oriental i l'Església grecocatòlica després de la unió de Brest, la discriminació general de les religions ortodoxes per part del catolicisme dominant i diverses revoltes cosaques. A l'oest i al nord, moltes ciutats tenien minories alemanyes considerables, sovint pertanyents a esglésies luteranes o reformades. La Mancomunitat també tenia una de les diàspores jueves més grans del món: a mitjan segle xvi el 80% dels jueus del món vivien a Polònia.(Pic. 16).
Fins a la Reforma, els szlachta eren majoritàriament catòlics (Pic. 13). No obstant això, moltes famílies nobles van adoptar ràpidament la religió reformada. Després de la Contrareforma, quan l’Església catòlica va recuperar el poder a Polònia, la szlachta va esdevenir gairebé exclusivament catòlica.
La Corona tenia aproximadament el doble de la població de Lituània i cinc vegades els ingressos del tresor d'aquesta. Com passa amb altres països, les fronteres, l'extensió i la població de la Mancomunitat van variar amb el pas del temps. Després de la pau de Iam Zapolsk (1582), la Mancomunitat tenia una superfície aproximada de 815.000 km² i una població de 7,5 milions d’habitants.Després de la treva de Deulino (1618), la Mancomunitat tenia una superfície d'uns 990.000 km² i una població d'entre 11 i 12 milions (incloent uns 4 milions de polonesos i prop d'un milió de lituans).

### Llengües

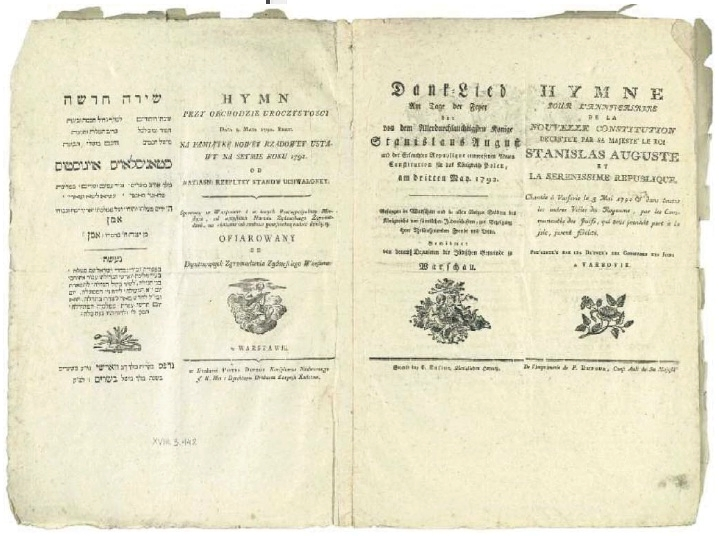
Himne del primer aniversari de la Constitució del 3 de maig de 1791 (1792) en hebreu, polonès, alemany i francès

- Polonès: llengua dominant amb reconeixement d'oficialitat[247] utilitzada per la majoria de la noblesa de la Confederació[247][248][249][250] i per la pagesia de la província de la Corona;[251]llengua oficial a la cancelleria de la Corona i des del 1697 a la cancelleria del Gran Ducat.[252] Llengua dominant a les ciutats.[251]
- Llatí – amb reconeixement d'oficialitat;[247][253] utilitzat habitualment en les relacions exteriors[252]i popular com a segona llengua entre alguns membres de les noblesa.[254]
- Francès - sense caràcter de llengua oficial; va substituir el llatí a la cort reial de Varsòvia a principis del segle xviii com a llengua utilitzada en les relacions exteriors i com a llengua internacional.[255][256]S'utilitzava com a llengua de ciència i literatura i com a segona llengua entre alguns nobles.[257]
- Rutè antic[258] - també conegut com a eslavònic de la cancelleria;[252]amb reconeixement oficial;[247]llengua oficial a la cancelleria del Gran Ducat fins al 1697 (quan va ser substituït pel polonès) i als voivodats de Bracław, Txerníkhiv, Kíev i Volínia fins al 1673;[259][260]utilitzat en algunes relacions estrangeres.[252][253][261] Els seus dialectes (belarús i ucraïnès moderns) van ser àmpliament utilitzats al Gran Ducat i a les parts orientals de la Corona com a llengua parlada.
- Lituà - sense reconeixement oficial;[247][262] però utilitzat en alguns documents oficials del Gran Ducat[263][264][265]i, sobretot, utilitzat com a llengua parlada a la part més septentrional del país (a la Lituània pròpia)[266] i la part nord de la Prússia Ducal (feu polonès).
- Alemany: sense reconeixement oficial;[247] a la Prússia Ducal i per les minories de les ciutats, especialment a la Prússia Reial.[251][267]
- Hebreu – sense reconeixement oficial;[247]i arameu utilitzat pels jueus per a qüestions religioses, acadèmiques i legals.
- Ídix – sense reconeixement oficial;[268][269]utilitzat pels jueus en la seva vida quotidiana[251]
- Italià – sense reconeixement oficial; utilitzat en algunes relacions exteriors i per minories italianes a les ciutats.[270]
- Armeni – sense reconeixement oficial.[247]Utilitzat per la minoria armènia.[269][271]
- Àrab - sense reconeixement oficial; usat en algunes relacions exteriors[272]i pels tàtars en les seves qüestions religioses. També escrivien el rutè amb alfabet àrab.[273]